# Mercure (planète)
Vous lisez un « article de qualité » labellisé en 2020.
Pour les articles homonymes, voir Mercure.
Mercure est la planète la plus proche du Soleil et la moins massive du Système solaire. Son éloignement du Soleil est compris entre 0,31 et 0,47 unité astronomique (soit 46 et 70 millions de kilomètres), ce qui correspond à une excentricité orbitale de 0,2 — plus de douze fois supérieure à celle de la Terre, et de loin la plus élevée pour une planète du Système solaire. Elle est visible à l'œil nu depuis la Terre avec une taille apparente de 4,5 à 13 secondes d'arc, et une magnitude apparente de 5,7 à −2,3 ; son observation est toutefois rendue difficile par son élongation toujours inférieure à 28,3° qui la noie le plus souvent dans l'éclat du soleil. En pratique, cette proximité avec le soleil implique qu'elle ne peut être vue que près de l'horizon occidental après le coucher du soleil ou près de l'horizon oriental avant le lever du soleil, en général au crépuscule.
Mercure a la particularité d'être en résonance spin-orbite 3:2, sa période de révolution (~88 jours) valant exactement 1,5 fois sa période de rotation (~59 jours), et donc la moitié d'un jour solaire (~176 jours). Ainsi, relativement aux étoiles fixes, elle tourne sur son axe exactement trois fois toutes les deux révolutions autour du Soleil.
Mercure est une planète tellurique, comme le sont également Vénus, la Terre et Mars. Elle est près de trois fois plus petite et presque vingt fois moins massive que la Terre mais presque aussi dense qu'elle. Sa densité remarquable — dépassée seulement par celle de la Terre, qui lui serait d'ailleurs inférieure sans l'effet de la compression gravitationnelle — est due à l'importance de son noyau métallique, qui représenterait 85 % de son rayon, contre environ 55 % pour la Terre.
Comme Vénus, Mercure est quasiment sphérique — son aplatissement pouvant être considéré comme nul — en raison de sa rotation très lente. Dépourvue de véritable atmosphère pouvant la protéger des météorites (il n'existe qu'une exosphère exerçant une pression au sol de moins de 1 nPa ou 10−14 atm), sa surface est très fortement cratérisée et globalement similaire à la face cachée de la Lune, indiquant qu'elle est géologiquement inactive depuis des milliards d'années. Cette absence d'atmosphère combinée à la proximité du Soleil engendre des températures en surface allant de 90 K (−183 °C) au fond des cratères polaires (là où les rayons du Soleil ne parviennent jamais) jusqu'à 700 K (427 °C) au point subsolaire au périhélie. La planète est par ailleurs dépourvue de satellites naturels.
Seules deux sondes spatiales ont étudié Mercure. Mariner 10, qui survole à trois reprises la planète en 1974–1975, cartographie 45 % de sa surface et découvre l'existence de son champ magnétique. La sonde MESSENGER, après trois survols en 2008-2009, se met en orbite autour de Mercure en mars 2011 et réalise une étude détaillée notamment de sa topographie, son histoire géologique, son champ magnétique et son exosphère. La sonde BepiColombo a pour objectif de se mettre en orbite autour de Mercure en décembre 2025.
La planète Mercure doit son nom au messager des dieux dans la mythologie romaine, Mercure. La planète est nommée ainsi par les Romains à cause de la vitesse avec laquelle elle se déplace dans le ciel. Le symbole astronomique de Mercure est un cercle posé sur une croix et portant un demi-cercle en forme de cornes (Unicode : ☿). Il s'agit d'une représentation du caducée du dieu Hermès, équivalent de Mercure dans la mythologie grecque. Mercure a également donné son nom au troisième jour de la semaine, mercredi (« Mercurii dies »).

## Orbite et rotation

### Excentricité

Orbite de Mercure en 2006, comparée à une orbite circulaire.

Mercure a l'excentricité orbitale la plus élevée des planètes du Système solaire, avec pour valeur environ 0,21. Cela implique que sa distance au Soleil varie de 46 à 70 millions de kilomètres, au cours de sa révolution. Le diagramme de gauche illustre les effets de l'excentricité, en montrant l'orbite de Mercure superposée à une orbite circulaire ayant le même demi-grand axe. Cette variation de distance par rapport au Soleil fait que la surface de Mercure est soumise à une force de marée exercée par le Soleil environ 17 fois plus forte que celle de la Lune sur Terre. Combiné avec sa résonance de 3:2 de la rotation de la planète autour de son axe, cela entraîne également des variations complexes de la température de surface,.
L'excentricité de l'orbite de Mercure varie de manière chaotique de 0 (orbite circulaire) à une valeur très importante de plus de 0,45 sur plusieurs millions d'années du fait de l'influence des autres planètes,. En 1989, Jacques Laskar, du Bureau des longitudes, démontre que les planètes intérieures du Système solaire avaient toutes des courses chaotiques. Cependant, Mercure est celle dont le mouvement est le plus chaotique,.

Les trois premières planètes du Système solaire, les distances et la taille du Soleil sont à l'échelle (1 pixel pour 200000 km).
Les intervalles correspondent à la variation de distance au Soleil entre le périhélie et l'aphélie de l'orbite de chaque planète.
On remarque l'effet de l'importante excentricité orbitale de Mercure, comparativement à Vénus et à la Terre.

### Orbite

Animation des révolutions de Mercure et de la Terre autour du Soleil.

L'orbite de Mercure est inclinée de 7 degrés par rapport au plan de l'orbite terrestre (écliptique), comme le montre le schéma de droite. Par conséquent, les transits de Mercure devant le Soleil ne peuvent avoir lieu que lorsque la planète traverse le plan de l'écliptique, au moment où elle se trouve entre la Terre et le Soleil, c'est-à-dire en mai ou en novembre. Cela se produit environ tous les sept ans en moyenne.
L'inclinaison de l'axe de rotation de Mercure sur son plan orbital est la plus faible du Système solaire, à peine 2 minutes d'arc, soit environ 0,03 degré. Cela est significativement plus faible que celle de Jupiter, qui a la deuxième plus petite inclinaison axiale de toutes les planètes, à 3,1 degrés. Cela signifie que pour un observateur aux pôles de Mercure, le centre du soleil ne s'élève jamais à plus de 2 minutes d'arc au-dessus de l'horizon.
En certains points de la surface de Mercure, un observateur pourrait voir le soleil se lever à un peu plus des deux tiers de l'horizon, puis se coucher avant de se lever à nouveau, le tout au cours de la même journée mercurielle. En effet, quatre jours terrestres avant le périhélie, la vitesse orbitale angulaire de Mercure est égale à sa vitesse de rotation angulaire, de sorte que le mouvement apparent du soleil cesse ; plus près du périhélie, la vitesse orbitale angulaire de Mercure dépasse alors la vitesse de rotation angulaire. Ainsi, pour un observateur hypothétique sur Mercure, le soleil semble se déplacer dans une direction rétrograde. Quatre jours terrestres après le périhélie, le mouvement apparent normal du soleil reprend et il se lève à nouveau à l'est pour se coucher à l'ouest.
Pour la même raison, il y a un couple de points sur l'équateur de Mercure (l'un d'entre eux étant situé dans le bassin Caloris), distants de 180 degrés en longitude, où à chacun desquels, un an mercurien sur deux (ce qui équivaut à une fois par jour mercurien), le soleil passe au-dessus d'est en ouest, puis inverse son mouvement apparent et passe à nouveau au-dessus d'ouest en est (lors du mouvement rétrograde), puis inverse son mouvement une seconde fois et passe au-dessus une troisième fois d'est en ouest,. Au cours de l'année mercurienne alternée, c'est à l'autre point de ce couple que ce phénomène se produit. L'amplitude du mouvement rétrograde étant faible en ces points, l'effet global est que, pendant deux ou trois semaines, le soleil est presque stationnaire au-dessus du point, et est à son plus haut niveau de brillance parce que Mercure est au périhélie. Cette exposition prolongée au moment où la planète est au plus proche du Soleil fait de ces deux points les endroits les plus chauds sur Mercure (d'où le nom Caloris, signifiant « chaleur » en latin),. Un de ces points a servi de référence pour le méridien 0°.
Inversement, il y a deux autres points sur l'équateur, à 90 degrés de longitude de distance des premiers, où le soleil ne passe au-dessus que lorsque la planète est à l'aphélie, une année mercurienne sur deux, à un moment où le mouvement apparent du soleil dans le ciel de Mercure est relativement rapide. Ces points reçoivent ainsi beaucoup moins de chaleur solaire que ceux du couple décrits ci-dessus. Il en résulte une journée mercurienne également « étrange » pour un observateur qui y serait situé. Celui-ci verra le soleil se lever puis se recoucher, puis se relever à l'horizon est ; et à la fin de la journée à l'ouest, le soleil se couchera puis se relèvera, pour se recoucher. Ce phénomène s'explique aussi par la variation de la vitesse orbitale de Mercure : quatre jours avant le périhélie, la vitesse (angulaire) orbitale de Mercure étant exactement égale à sa vitesse (angulaire) de rotation, le mouvement du soleil semble s'arrêter,.
Mercure atteint sa conjonction inférieure (point où elle est au plus proche de la Terre) tous les 116 jours terrestres en moyenne (ce qu'on appelle la période synodique), mais cet intervalle peut aller de 105 jours à 129 jours, en raison de l'orbite excentrique de la planète,. Entre 1900 et 2100, Mercure s'est approchée au minimum, (et ne s'approchera donc pas plus), de la Terre d'environ 82,1 × 106 kilomètres (soit 0,55 unité astronomique), le 31 mai 2015. Sa période de mouvement rétrograde peut varier de 8 à 15 jours terrestres de part et d'autre de la conjonction inférieure. Cette grande amplitude est aussi due à l'excentricité orbitale élevée de la planète.
Du fait de sa proximité avec le Soleil, c'est Mercure, et non Vénus, qui est la planète la plus proche de la Terre en moyenne, même si l'orbite de Vénus est la plus proche de celle de la Terre,. Ce raisonnement peut même être étendu, et Mercure est en réalité la planète la plus proche en moyenne pour chacune des autres planètes du Système solaire, y compris Uranus et Neptune (orbitant respectivement à 19 et 30 UA),.

### Rotation

La révolution et la rotation de Mercure sont couplées : à chaque révolution, la planète effectue une rotation et demie. Ainsi, après deux révolutions complètes, le même hémisphère est éclairé à nouveau.

Alors qu'il étudiait Mercure afin d'en dresser une première carte, Schiaparelli remarque après plusieurs années d'observation que la planète présente toujours la même face au Soleil, comme la Lune le fait avec la Terre. Il en conclut alors en 1889 que Mercure est synchronisée par effet de marée avec le Soleil et que sa période de rotation équivaut à une année mercurienne, soit 88 jours terrestres. Cette durée est cependant erronée et il fallut attendre les années 1960 avant que les astronomes ne la revoient à la baisse.
Ainsi, en 1962, des observations par radar à effet Doppler sont effectuées par le radiotélescope d'Arecibo sur Mercure afin d'en apprendre plus sur la planète et de vérifier si la période de rotation est bien égale à la période de révolution. Les températures relevées du côté de la planète censé être toujours exposé à l'ombre sont alors trop importantes, ce qui suggère que cette face sombre est en réalité parfois exposée au Soleil. En 1965, les résultats obtenus par Gordon Pettengill et Rolf B. Dyce révèlent que la période de rotation de Mercure est en fait de 59 jours terrestres, avec une incertitude de 5 jours. Cette période sera ajustée plus tard, en 1971, à 58,65 jours à ± 0,25 jours grâce à des mesures plus précises — toujours par radar — effectuées par R.M. Goldstein. Trois ans plus tard, la sonde Mariner 10 apporte une meilleure précision, mesurant la période de rotation à 58,646 ± 0,005 jours. Il se trouve que cette période est exactement égale aux 2/3 de la révolution de Mercure autour du Soleil ; c'est ce qu'on appelle une résonance spin-orbite 3:2,.
Cette résonance 3:2, une spécificité de Mercure, est stabilisée par la variance de la force de marée le long de l'orbite excentrique de Mercure, agissant sur une composante dipolaire permanente de la distribution de masse de Mercure et par le mouvement chaotique de son orbite. Dans une orbite circulaire, il n'y a pas de telle variance, donc la seule résonance stabilisée pour une telle orbite est 1:1 (par exemple, Terre-Lune). Au périhélie, là où la force de marée atteint son maximum, elle stabilise les résonances, comme 3:2, en obligeant la planète à pointer son axe de moindre inertie (là où le diamètre de la planète est le plus grand) approximativement vers le Soleil,.
La raison pour laquelle les astronomes pensaient que Mercure était verrouillée avec le Soleil est que, à chaque fois que Mercure était la mieux placée pour être observée, elle se trouvait toujours au même point sur son orbite (en résonance 3:2), présentant ainsi la même face à la Terre ; ce qui serait aussi le cas si elle était totalement synchronisée avec le Soleil. Cela est dû au fait que la période de rotation réelle de Mercure de 58,6 jours est presque exactement la moitié de la période synodique de Mercure valant 115,9 jours (c'est-à-dire le temps mis par Mercure pour revenir à la même configuration Terre–Mercure–Soleil) par rapport à la Terre. L'erreur de Schiaparelli peut aussi être imputée à la difficulté d'observation de la planète avec les moyens de l'époque.
En raison de sa résonance 3:2, bien qu'un jour sidéral (la période de rotation) dure environ 58,7 jours terrestres, le jour solaire (durée entre deux retours successifs du Soleil au méridien local) dure 176 jours terrestres, c'est-à-dire deux années mercuriennes. Cela implique qu'une journée et une nuit durent chacune exactement une année sur Mercure, soit 88 jours terrestres (presque un trimestre).
Une modélisation précise basée sur un modèle des marées a démontré que Mercure a été capturé dans l'état de spin-orbite 3:2 à un stade très précoce de son histoire, entre 10 et 20 millions d'années après sa formation. De plus, des simulations numériques ont montré qu'une future résonance séculaire avec Jupiter pourrait faire croître l'excentricité de Mercure jusqu'à un point où il y aurait 1 % de chance que la planète entre en collision avec Vénus d'ici à 5 milliards d'années,,. La prédiction à long terme de l'orbite de Mercure s'inscrit dans la mécanique du chaos : certaines simulations démontrent même que la planète pourrait être éjectée du Système solaire.

### Précession du périhélie

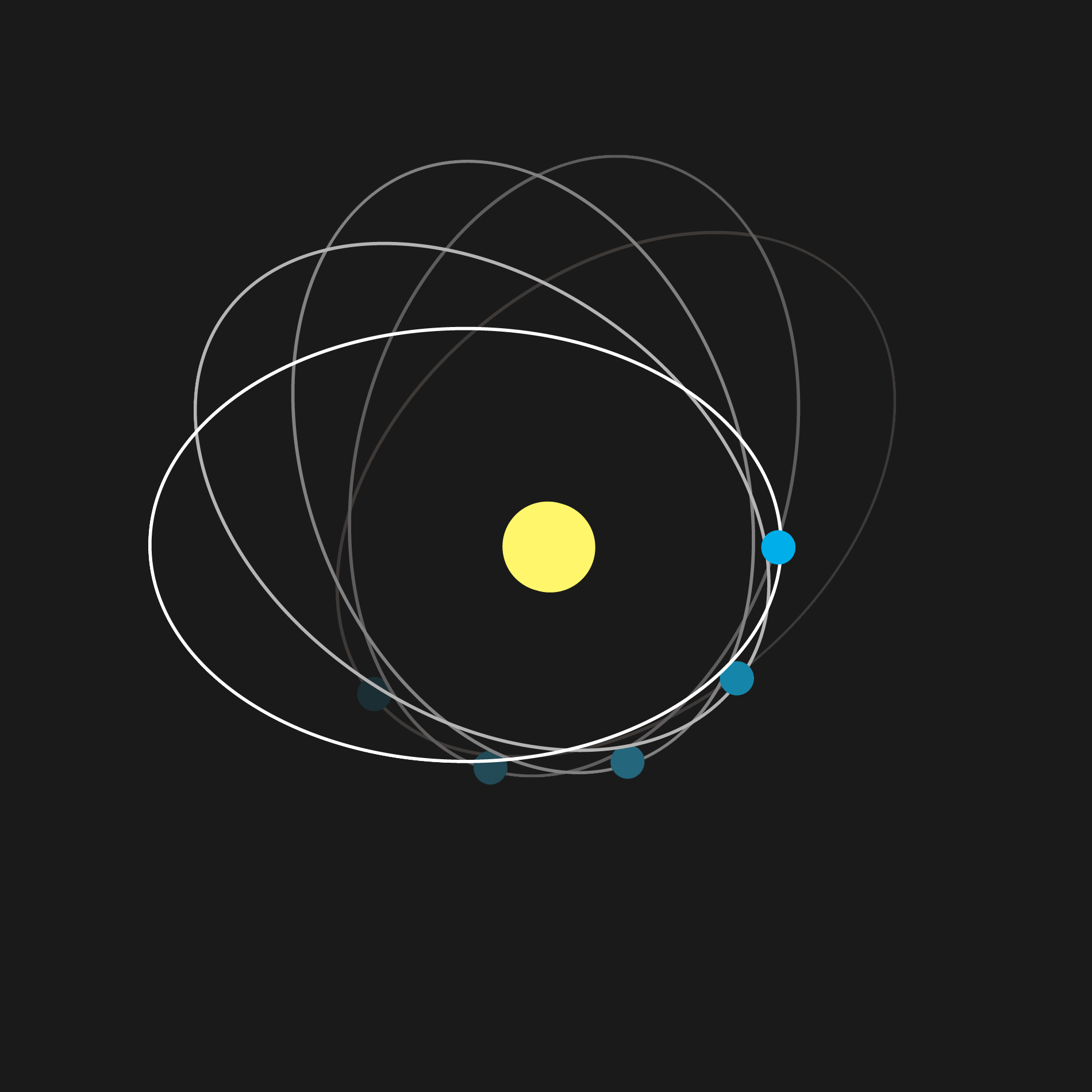
La précession du périhélie de Mercure (l'effet est ici exagéré).

Comme pour l'ensemble des planètes du Système solaire, l'orbite de Mercure connaît une très lente précession du périhélie autour du Soleil, c'est-à-dire que son orbite est elle-même en rotation autour du Soleil. Cependant, contrairement aux autres planètes, la période de précession du périhélie de Mercure ne concorde pas avec les prédictions faites à l'aide de la mécanique newtonienne.
En effet, Mercure connaît une précession légèrement plus rapide (5600 secondes par siècle) que celle à laquelle on peut s'attendre en appliquant les lois newtoniennes de la mécanique céleste (5557 secondes par siècle), et se trouve en conséquence en avance d'environ 43 secondes d'arc par siècle,.

#### Recherche d'une planète tierce

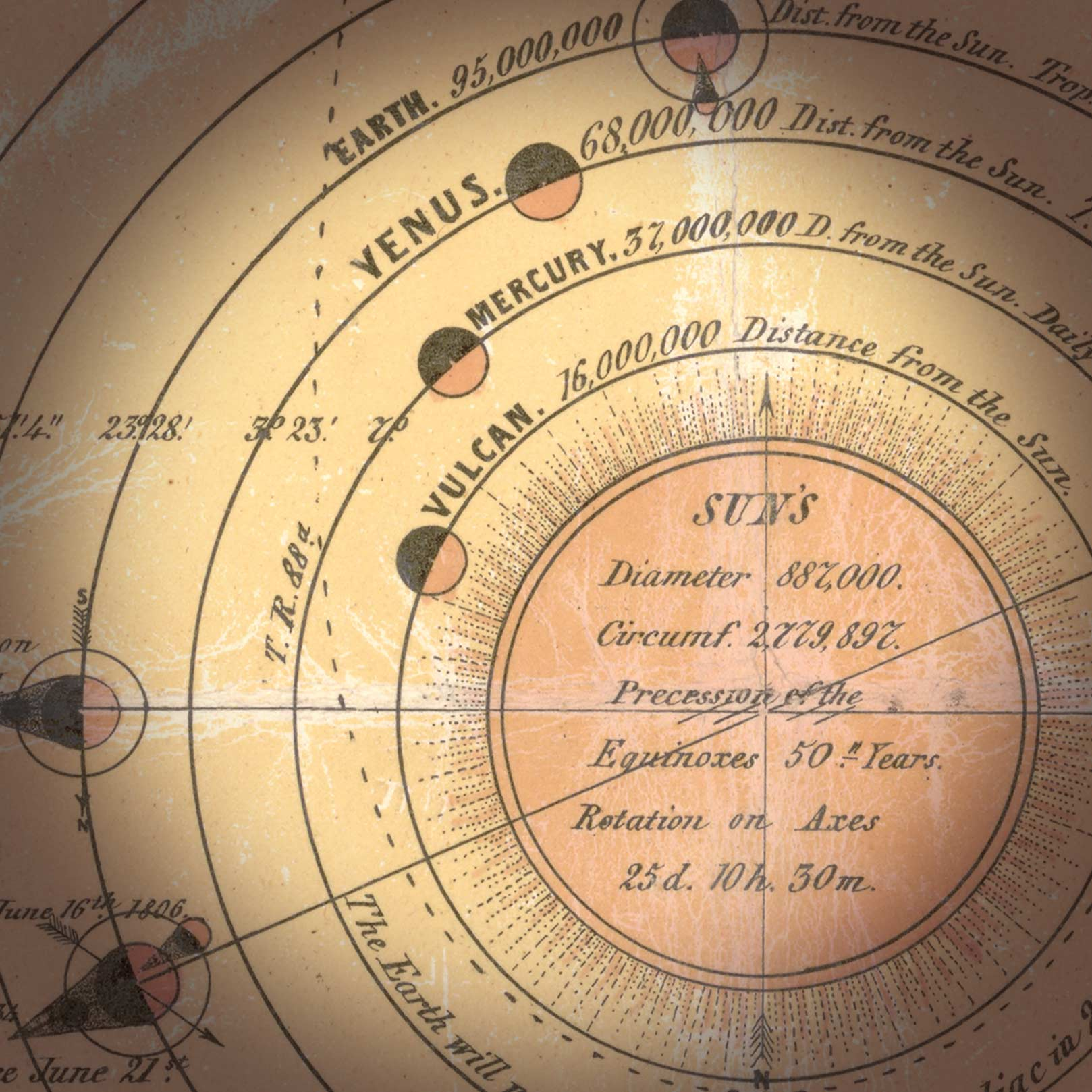
Vulcain, la planète hypothétique.

Les astronomes ont donc, dans un premier temps, pensé à la présence d'un ou de plusieurs corps entre le Soleil et l'orbite de Mercure dont l'interaction gravitationnelle perturberait le mouvement de cette dernière. L'astronome français Urbain Le Verrier, qui avait découvert en 1846 la planète Neptune à partir d'anomalies dans l'orbite d'Uranus, se penche sur le problème et suggère la présence d'une planète inconnue ou d'une seconde ceinture d'astéroïdes entre le Soleil et Mercure. Des calculs effectués, en prenant en compte l'influence gravitationnelle de ces corps, devaient alors concorder avec la précession observée.
Le 28 mars 1859, Le Verrier est contacté par le médecin français Edmond Lescarbault à propos d'une tache noire qu'il aurait vu passer devant le Soleil deux jours avant et qui était probablement, selon lui, une planète intramercurienne. Le Verrier postule alors que cette planète — qu'il nomme Vulcain — est responsable des anomalies du mouvement de Mercure et se met en tête de la découvrir. À partir des informations de Lescarbault, il conclut que Vulcain tournerait autour du Soleil en 19 jours et 7 heures à une distance moyenne de 0,14 UA. Il déduit également un diamètre d'environ 2 000 km et une masse de 1/17e de celle de Mercure. Cette masse est cependant bien trop faible pour expliquer les anomalies, mais Vulcain reste une bonne candidate au corps le plus gros d'une hypothétique ceinture d'astéroïdes interne à l'orbite de Mercure.
Le Verrier profite alors de l'éclipse de Soleil de 1860 pour mobiliser tous les astronomes français afin de repérer Vulcain, mais personne ne put la trouver. La planète fut ensuite recherchée pendant des décennies, sans succès même si certains astronomes pensèrent l'avoir vue,, jusqu'à ce qu'une explication relativiste soit proposée.

#### Explication par la relativité générale
En 1916, Albert Einstein avance la théorie de la relativité générale. En appliquant les paramètres dits post-képlériens de sa théorie au mouvement de Mercure, Einstein fournit l'explication de la précession observée en formalisant la gravitation comme étant affectée par la courbure de l'espace-temps,. La formule de précession subie par l'orbite obtenue par Einstein est :
{\displaystyle \varphi _{\text{Einstein}}\ =\ {\frac {6\,\pi \,G\,M_{S}}{c^{2}\,a\,\left(1-e^{2}\right)}}\ =\ {\frac {24\,\pi ^{3}\,a^{2}}{T^{2}\,c^{2}\,\left(1-e^{2}\right)}}}
où {\displaystyle a} est le demi-grand axe de l'ellipse, {\displaystyle e} son excentricité, {\displaystyle G} la constante gravitationnelle, {\displaystyle M_{S}} la masse du Soleil, et {\displaystyle T} la période de révolution sur l'ellipse.
Avec pour valeurs numériques, {\displaystyle G\ \simeq \ 6.67\ 10^{-11}\,{\text{SI}}}, {\displaystyle M_{S}\ \simeq \ 2.0\ 10^{30}\,{\text{kg}}}, {\displaystyle a\ \simeq \ 5.8\ 10^{+10}\,{\text{m}}}, {\displaystyle e\ \simeq \ 0.2} et {\displaystyle T\ \simeq \ 88\,{\text{jours}}}, on retrouve 0,1035 secondes d'arc par révolution, ce qui correspond, avec les 415,2 révolutions de Mercure par siècle, à :
{\displaystyle \varphi _{\text{Einstein}}\ \ \simeq \ 42{,}980\pm 0,001} secondes d'arc par siècle.
L'effet est faible : seulement ~43 secondes d'arc par siècle pour Mercure, il faut donc environ 2,8 millions d'années pour un tour complet en excès (ou douze millions de révolutions), mais coïncide bien avec l'avance du périhélie précédemment mesurée. Cette prédiction validée constitue un des premiers grands succès de la relativité générale naissante. Des effets similaires, mais plus faibles, existent aussi pour les autres planètes : 8,6247 secondes d'arc par siècle pour Vénus, 3,8387 pour la Terre et 1,351 pour Mars.

## Caractéristiques physiques

### Structure interne

Structure interne de Mercure telle que supposée en 2020. On relève notamment le noyau représentant près de 85 % de son rayon, un noyau interne solide et une fine croûte.

Mercure est l'une des quatre planètes telluriques du Système solaire, et possède un corps rocheux comme la Terre. C'est également la plus petite, avec un rayon équatorial de 2 439,7 km. Mercure est également plus petite — bien que plus massive — que deux satellites naturels du Système solaire, Ganymède et Titan. Mercure est composée d'environ 70 % de métaux (principalement dans le noyau) et de 30 % de silicate (principalement dans son manteau),. La densité de Mercure est la deuxième plus élevée dans le Système solaire, avec 5,427 g/cm3, soit à peine moins que la densité de la Terre, qui est de 5,515 g/cm3 ,. Si l'effet de la compression gravitationnelle devait être ignoré, c'est Mercure qui serait plus dense avec 5,3 g/cm3 contre 4,4 g/cm3 pour la Terre, du fait d'une composition avec des matériaux plus denses.
La densité de Mercure peut être utilisée pour déduire des détails sur sa structure interne. Bien que la haute densité de la Terre résulte sensiblement de la compression gravitationnelle, en particulier au niveau du noyau terrestre, Mercure est beaucoup plus petite et ses régions internes ne sont pas aussi comprimées. Par conséquent, pour qu'elle ait une densité aussi élevée, son noyau doit être volumineux et riche en fer.
Les géologues estiment que le noyau de Mercure occupe environ 85 % de son rayon,, ce qui représenterait ainsi environ 61,4 % de son volume contre 17 % pour la Terre par exemple. Des recherches publiées en 2007 ont un temps suggéré que le noyau de Mercure était totalement liquide (nickel et fer),,. Plus récemment, d'autres études utilisant des données de la mission MESSENGER, achevée en 2015, amènent cependant les astronomes à penser que le noyau interne de la planète est en réalité solide,,. Autour du noyau se trouve une couche centrale externe solide de sulfure de fer et un manteau composé de silicates,, avec plausiblement une composition analogue à celle des chondrites à enstatite auquel cas il serait constitué majoritairement de pyroxénites. D'après les données de la mission Mariner 10 et les observations terrestres, la croûte de Mercure aurait une épaisseur entre 35 et 54 km. Une caractéristique distinctive de la surface de Mercure est la présence de nombreuses crêtes étroites, s'étendant jusqu'à plusieurs centaines de kilomètres de longueur. On pense qu'elles se sont formées lorsque le noyau et le manteau de Mercure ont refroidi et se sont contractés à un moment où la croûte s'était déjà solidifiée.

### Métallicité
Le noyau de Mercure a une teneur en fer plus élevée que celle de tout autre objet du Système solaire. Cette forte concentration en fer est la raison pour laquelle on la surnomme parfois « la planète métallique » ou « la planète de fer ». Comprendre l'origine de cette concentration permettrait d'en apprendre beaucoup sur la nébuleuse solaire primitive et les conditions dans lesquelles le Système solaire s'est formé. Trois hypothèses ont été proposées pour expliquer la haute métallicité de Mercure et son noyau gigantesque.

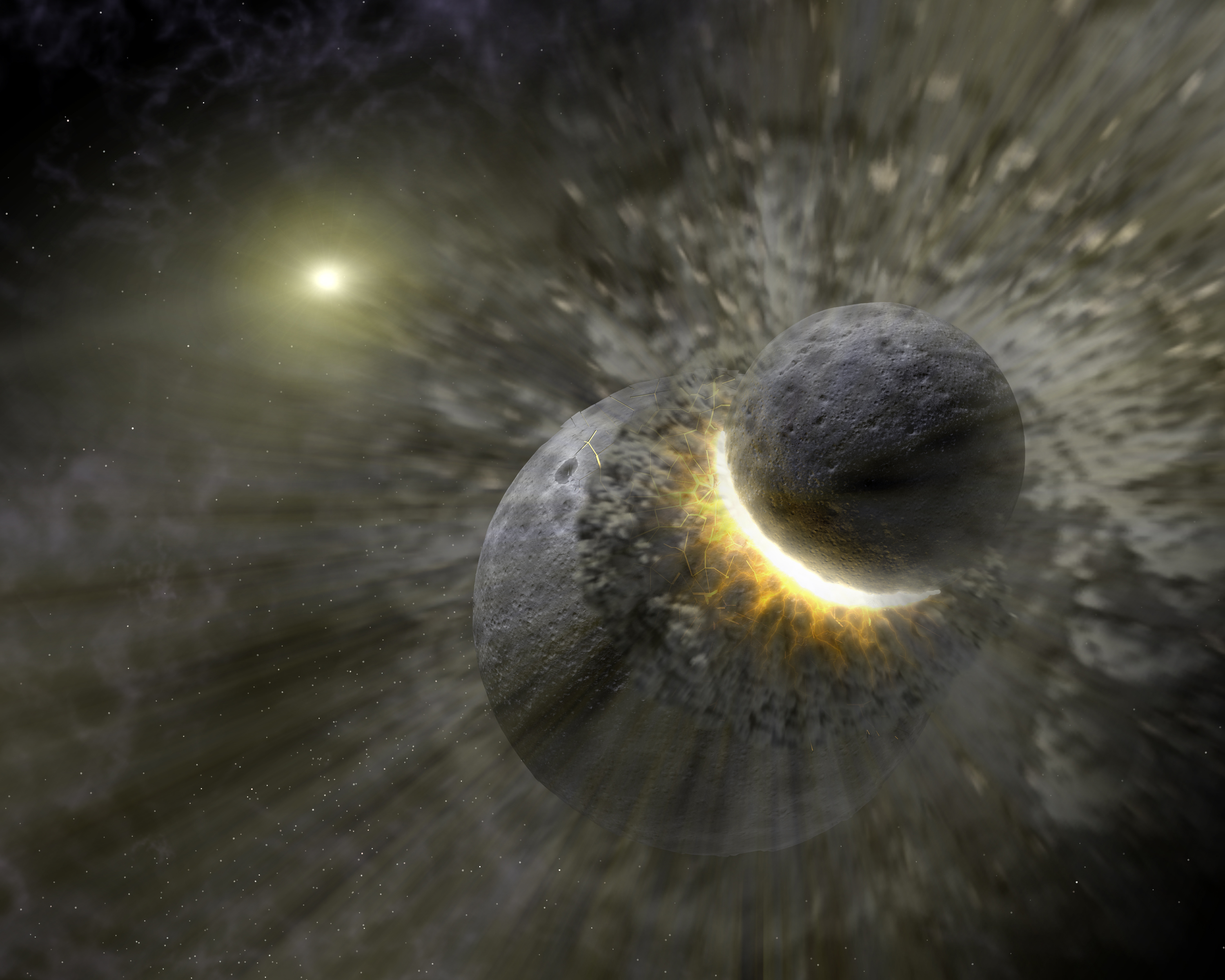
Vue d'artiste d'un impact entre deux planétésimaux.

La théorie la plus largement acceptée à ce sujet est que Mercure avait à l'origine un rapport de métal sur silicate similaire à celui des météorites de chondrite communes, que l'on pense être typiques de la matière rocheuse du Système solaire, et avec une masse environ 2,25 fois supérieure à sa masse actuelle. Ensuite, au début de l'histoire du Système solaire, Mercure aurait été frappée par un planétésimal d'environ 1/6e de cette masse et de plusieurs milliers de kilomètres de diamètre. L'impact aurait enlevé une grande partie de la croûte et du manteau d'origine, laissant derrière lui le noyau métallique qui aurait fusionné avec celui du planétésimal, et un mince manteau. Un processus similaire, connu sous le nom d'hypothèse de l'impact géant, a été proposé pour expliquer la formation de la Lune à la suite de la collision de la Terre avec l'impacteur Théia.
Alternativement, Mercure pourrait s'être formée à partir de la nébuleuse solaire avant que la production d'énergie du Soleil ne se soit stabilisée. Au départ, sa masse aurait été le double de celle actuelle mais lorsque la protoétoile s'est contractée, les températures à proximité de Mercure auraient pu se situer entre 2 500 et 3 500 K et peut-être même atteindre 10 000 K. Une grande partie de la roche de surface de Mercure aurait ainsi pu être vaporisée à ces températures, formant une atmosphère de vapeur de roche qui aurait ensuite été emportée par le vent solaire.
Une troisième hypothèse suppose que la nébuleuse solaire aurait provoqué une traînée sur les particules à partir desquelles Mercure s'accrétait, ce qui signifie que des particules plus légères ont été perdues du matériau d'accrétion et n'ont pas été recueillies par Mercure. Ainsi, le taux d'éléments lourds, comme le fer, présents dans la nébuleuse solaire était plus important au voisinage du Soleil, voire ces éléments lourds étaient distribués graduellement autour du Soleil (plus on s'en éloignait, moins il y avait d'éléments lourds). Mercure, proche du Soleil, aurait donc amassé plus de matériaux lourds que les autres planètes pour former son noyau.
Cependant, chaque hypothèse prévoit une composition de surface différente. La mission MESSENGER a trouvé des niveaux de potassium et de soufre plus élevés que prévu à la surface, ce qui suggère que l'hypothèse d'un impact géant et d'une vaporisation de la croûte et du manteau ne s'est pas produite car le potassium et le soufre auraient été chassés par la chaleur extrême de ces événements. Ainsi, les résultats obtenus jusqu'à présent semblent favoriser la troisième hypothèse mais une analyse plus approfondie des données est nécessaire. BepiColombo, qui arrivera en orbite autour de Mercure en 2025, fera des observations pour tenter d'apporter une réponse.

### Géologie

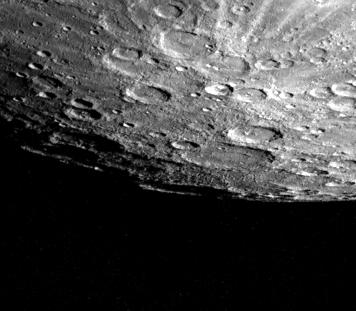
Surface du Pôle Sud de Mercure.

La surface de Mercure est couverte d'un tapis poussiéreux, de cassures et de cratères. La surface de Mercure est similaire à celle de la Lune, montrant de vastes plaines de minéraux (silicates) ressemblant à des mers lunaires et de nombreux cratères, ce qui indique qu'elle est géologiquement inactive depuis des milliards d'années,. Pour les astronomes, ces cratères sont très anciens et racontent l'histoire de la formation du Système solaire, lorsque les planétésimaux entraient en collision avec les jeunes planètes pour fusionner avec elles. Par opposition, certaines portions de la surface de Mercure semblent lisses, vierges de tout impact,. Il s'agit probablement de coulées de lave recouvrant un sol plus ancien et plus marqué par les impacts. La lave, une fois refroidie, donnerait lieu à l'apparition d'une surface lisse, blanchâtre. Ces plaines datent d'une époque plus récente, postérieure à la période de bombardements intenses. La découverte des plaines volcaniques sur la surface permet de mettre en cause des chutes d'énormes astéroïdes atteignant le manteau, et pouvant créer en même temps des éruptions volcaniques à l'opposé de la planète.

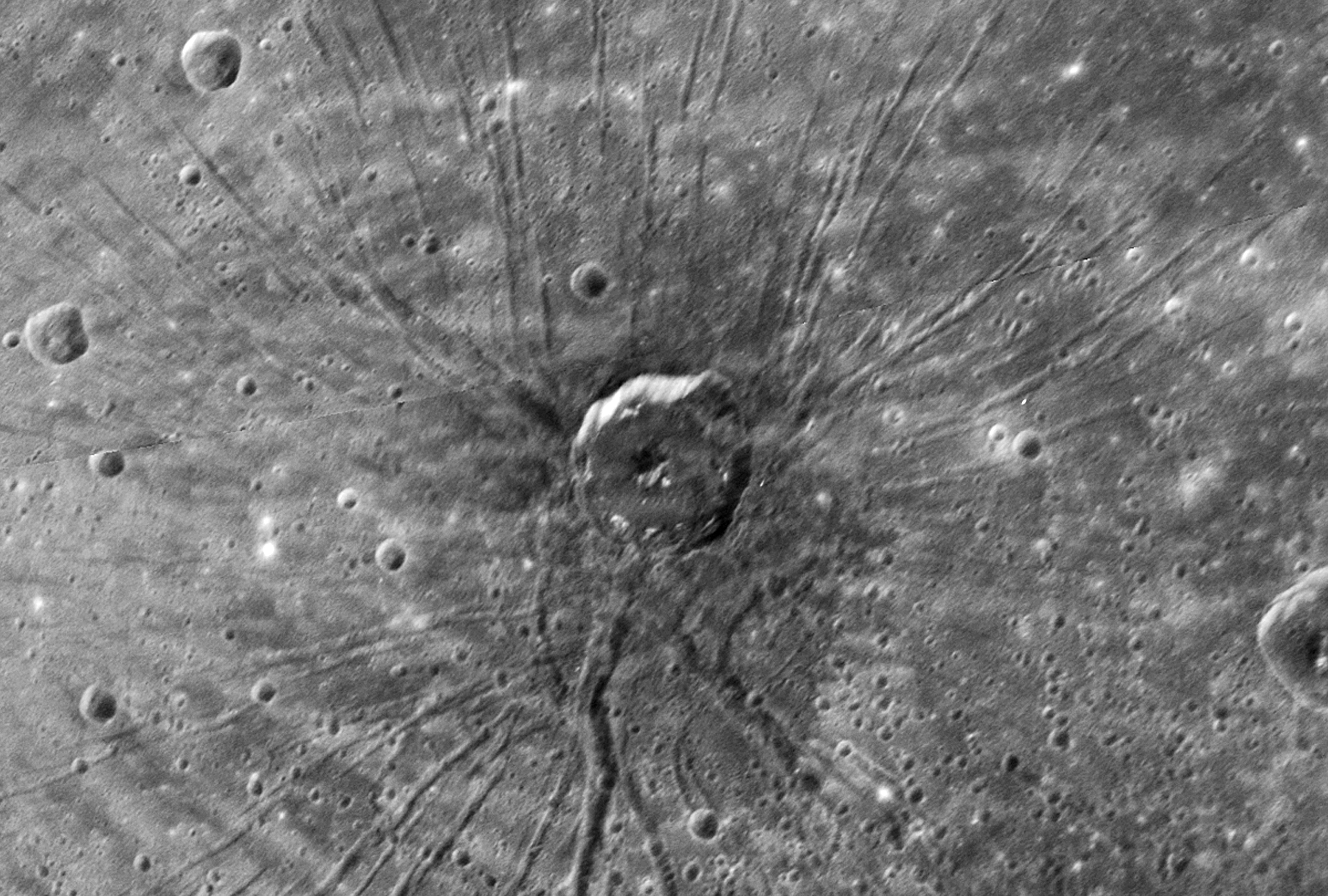
Cratère Apollodorus, aussi surnommé « cratère de l'araignée ».

La connaissance de la géologie de Mercure n'ayant été basée que sur le survol de la sonde Mariner 10 en 1975 et sur des observations terrestres, elle fut la moins bien connue des planètes telluriques jusqu'à 2011 et la mission MESSENGER. Par exemple, un cratère inhabituel avec des creux rayonnants est découvert grâce à cette mission, que les scientifiques appellent un temps cratère de l'Araignée avant de le renommer Apollodorus,.
Mercure possède différents types de formations géologiques,, :
- les Albedos (régions marquées par une réflectivité plus forte ou plus faible) ;
- les Catenae (chaînes de cratères), possédant le nom d'un radiotélescope
- les cratères, nommés en l'honneur d'artistes, de musiciens, de peintres et d'écrivains décédés qui ont apporté une contribution exceptionnelle ou fondamentale à leur domaine ;
- les Dorsa (crête), nommées en l'honneur d'astronomes qui ont contribué à l'étude de Mercure ;
- les Rupes (escarpements), nommés d'après les navires d'expéditions scientifiques
- les Faculae (facules), nommées d'après le mot « serpent » dans différentes langues ;
- les Fossae (fosses), nommées d'après un monument architectural ;
- les Montes (montagnes), nommées d'après le mot « chaleur » dans différentes langues ;
- les Planitiae (plaines), nommées par une association à la mythologie et à Mercure dans différentes langues ;
- les Valles (vallées), d'après des cités perdues.

Mercure a été lourdement bombardée par des comètes et des astéroïdes pendant et peu après sa formation, il y a 4,6 milliards d'années, ainsi que pendant un épisode ultérieur, peut-être distinct, appelé le grand bombardement tardif, qui s'est terminé il y a 3,8 milliards d'années. Pendant cette période de formation intense de cratères, Mercure subit des impacts sur toute sa surface, facilités par l'absence de toute atmosphère pour ralentir les impacteurs. Aussi, Mercure est alors volcaniquement active ; des bassins tels que le bassin Caloris sont remplis de magma, produisant des plaines lisses semblables aux mers lunaires,. Après le grand bombardement, l'activité volcanique de Mercure aurait cessé, soit environ 800 millions d'années après sa formation.
La surface de Mercure est plus hétérogène que celle de Mars ou de la Lune, qui contiennent toutes deux des étendues importantes de géologie similaire, comme les maria et les planitiae.

#### Bassins d'impact et cratères
Le diamètre des cratères de Mercure varie de petites cavités en forme de bol à des bassins d'impact multi-annulaires de plusieurs centaines de kilomètres de diamètre. Ils apparaissent dans tous les états de dégradation, des cratères rayonnés relativement frais aux restes de cratères très dégradés. Les cratères de Mercure diffèrent subtilement des cratères lunaires en ce que la zone couverte par leurs éjections est beaucoup plus petite, conséquence de la plus forte gravité de Mercure à sa surface. Selon les règles de l'UAI, chaque nouveau cratère doit porter le nom d'un artiste célèbre depuis plus de cinquante ans, et mort depuis plus de trois ans, avant la date à laquelle le cratère est nommé.
Le plus grand cratère connu est le bassin Caloris, avec un diamètre de 1 550 km (soit près du tiers du diamètre de la planète), qui fut formé à la suite de la chute d'un astéroïde d'une taille avoisinant les 150 km, il y a près de 3,85 milliards d'années. Son nom (Caloris, « chaleur » en latin) vient du fait qu'il est situé sur l'un des deux « pôles chauds » de la surface de Mercure, pôles faisant directement face au Soleil lorsque la planète est au périhélie. L'impact qui a créé le bassin Caloris a été si puissant qu'il a provoqué des éruptions de lave qui ont laissé un anneau concentrique de plus de 2 km de haut entourant le cratère d'impact. Il s'agit d'une grande dépression circulaire, avec des anneaux concentriques. Plus tard, de la lave a certainement coulé dans ce grand cratère, et en a lissé la surface.
À l'antipode du bassin Caloris se trouve une grande région de terrain très vallonnée et accidentée, de la taille de la France et de l'Allemagne réunies, connue sous le nom de « Terrain étrange » (en anglais Weird Terrain). Une hypothèse pour son origine est que les ondes de choc générées lors de l'impact de Caloris ont voyagé autour de Mercure, convergeant à l'antipode du bassin (à 180 degrés). Les fortes contraintes qui en ont résulté ont fracturé la surface, soulevant le sol à une hauteur de 800 à 1 000 m et produisant cette région chaotique,. Une autre hypothèse est que ce terrain s'est formé à la suite de la convergence des éjecta volcaniques à l'antipode de ce bassin.
L'impact ayant créé le bassin Caloris a également contribué à la formation de l'unique chaîne de montagnes de Mercure : les Caloris Montes,.
Au total, environ 15 bassins d'impact sont identifiés sur Mercure. Un bassin notable est le bassin Tolstoï, de 400 km de large, avec de multiples anneaux et qui a une couverture d'éjectas s'étendant jusqu'à 500 km depuis son pourtour et dont l'apparition marque l'ère du Tolstoïen. Les bassins Rembrandt et Beethoven, ayant une couverture d'éjecta volcaniques de taille similaire, font également partie des plus gros cratères d'impact de la planète avec une largeur respective de 716 et 625 km.
Comme la Lune, la surface de Mercure a probablement subi les effets des processus d'érosion spatiale, notamment le vent solaire et les impacts de micrométéorites.
Mercure présente également des cratères fantômes partiellement d'origine tectonique formés de graben et de dorsum. Uniques dans le Système solaire, ils sont découverts en 2011.

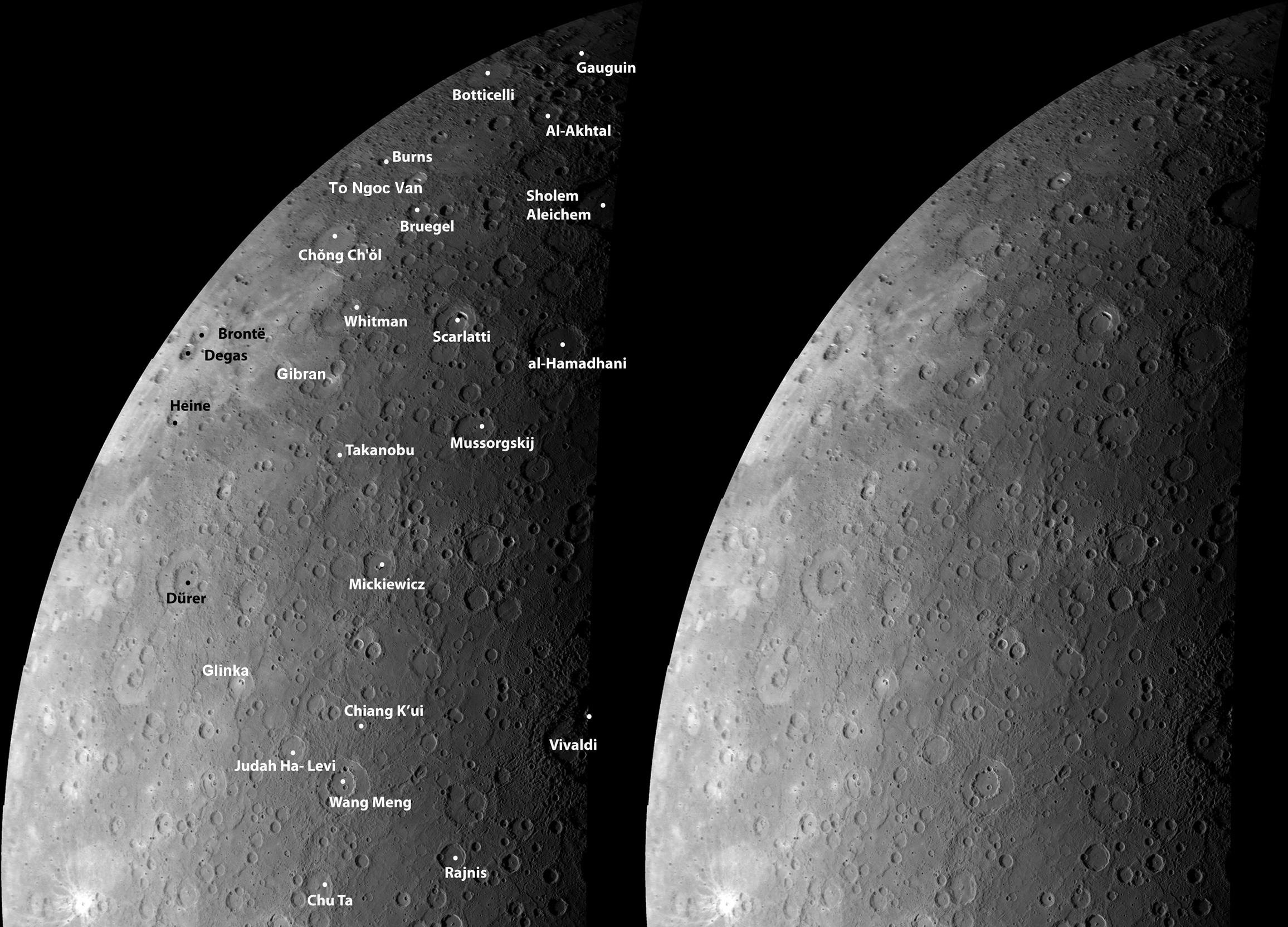
Exemple de cratères sur Mercure, associés avec leur nom.

#### Plaines

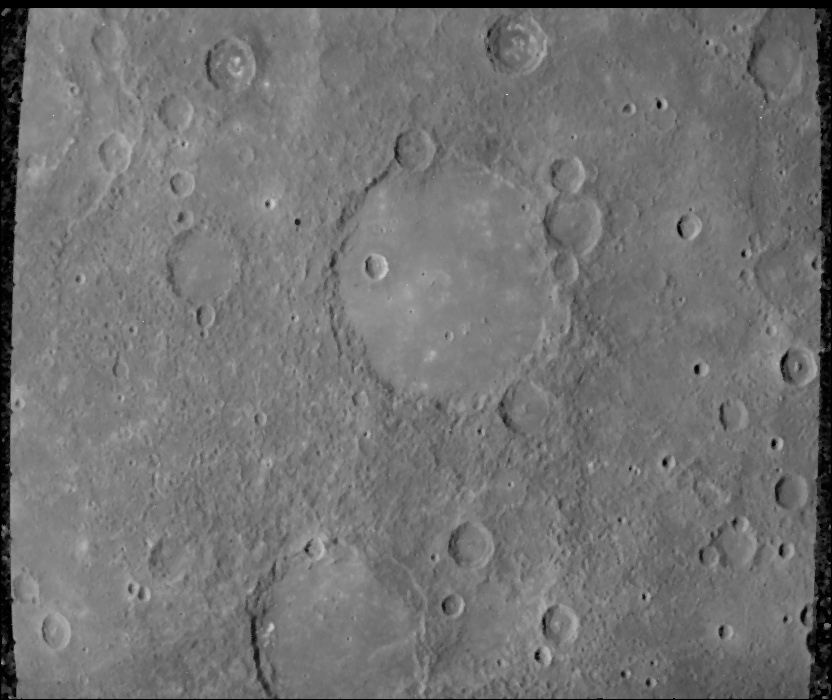
Plaine lisse recouvrant le cratère Schubert, de 190 km de diamètre.

Il existe deux régions de plaines géologiquement distinctes sur Mercure,,.
Premièrement, les plaines légèrement vallonnées dans les régions situées entre les cratères sont les plus anciennes surfaces visibles de Mercure, antérieures aux terrains fortement cratérisés. Ces plaines entre les cratères semblent avoir effacé de nombreux cratères plus anciens, et montrent une rareté générale de petits cratères de moins de 30 km de diamètre environ.
Deuxièmement, les plaines lisses sont de vastes zones plates qui remplissent des dépressions de tailles diverses et ressemblent beaucoup aux mers lunaires. Elles remplissent notamment un large anneau entourant le bassin Caloris. Contrairement aux mers lunaires, les plaines lisses de Mercure ont les mêmes albédos que les anciennes plaines entre les cratères. Malgré l'absence de caractéristiques volcaniques incontestables, la localisation et la forme arrondie et lobée de ces plaines soutiennent fortement des origines volcaniques. Toutes les plaines lisses de Mercure se sont formées beaucoup plus tard que le bassin Caloris, comme indique leur densité de cratères sensiblement plus faible par rapport à celle de la couverture d'éjection de Caloris. Le fond du bassin Caloris est rempli d'une plaine plate géologiquement distincte, fragmentée par des crêtes et des fractures selon un schéma à peu près polygonal. Il n'est pas clair s'il s'agit de laves volcaniques induites par l'impact ou des impactites.

#### Caractéristiques de compression
Une caractéristique inhabituelle de la surface de Mercure est la présence de nombreux plis de compression appelés escarpements (ou Rupes) qui sillonnent les plaines. À la suite de la phase chaude de sa formation, c'est-à-dire après la fin du grand bombardement tardif qui a un temps rendu toutes les planètes du Système solaire des boules incandescentes, l'intérieur de Mercure s'est contracté et sa surface a commencé à se déformer, créant des crêtes. Ces escarpements peuvent atteindre une longueur de 1 000 km et une hauteur de 3 km. Ces caractéristiques de compression peuvent être observées simultanément avec d'autres caractéristiques, telles que des cratères et des plaines lisses, indiquant qu'elles sont plus récentes.
La cartographie des caractéristiques de Mercure grâce aux photographies prises par Mariner 10 a d'abord suggéré un rétrécissement total du rayon de Mercure de l'ordre de 1 à 2 km du fait de ces compressions, intervalle ayant plus tard été augmenté de 5 à 7 km, à la suite des données de MESSENGER,. Aussi, des failles de poussée à petite échelle sont trouvées, d'une hauteur de plusieurs dizaines de mètres et d'une longueur de quelques kilomètres, qui semblent avoir moins de 50 millions d'années. Cela indique que la compression de l'intérieur et l'activité géologique de surface qui en résulte se poursuivent toujours à cette petite échelle,. Après cette découverte, la supposée inactivité géologique de Mercure, et des petites planètes en général, pourrait être remise en cause.
Le Lunar Reconnaissance Orbiter découvre en 2019 l'existence de petites failles de poussée similaires sur la Lune.

#### Périodes géologiques

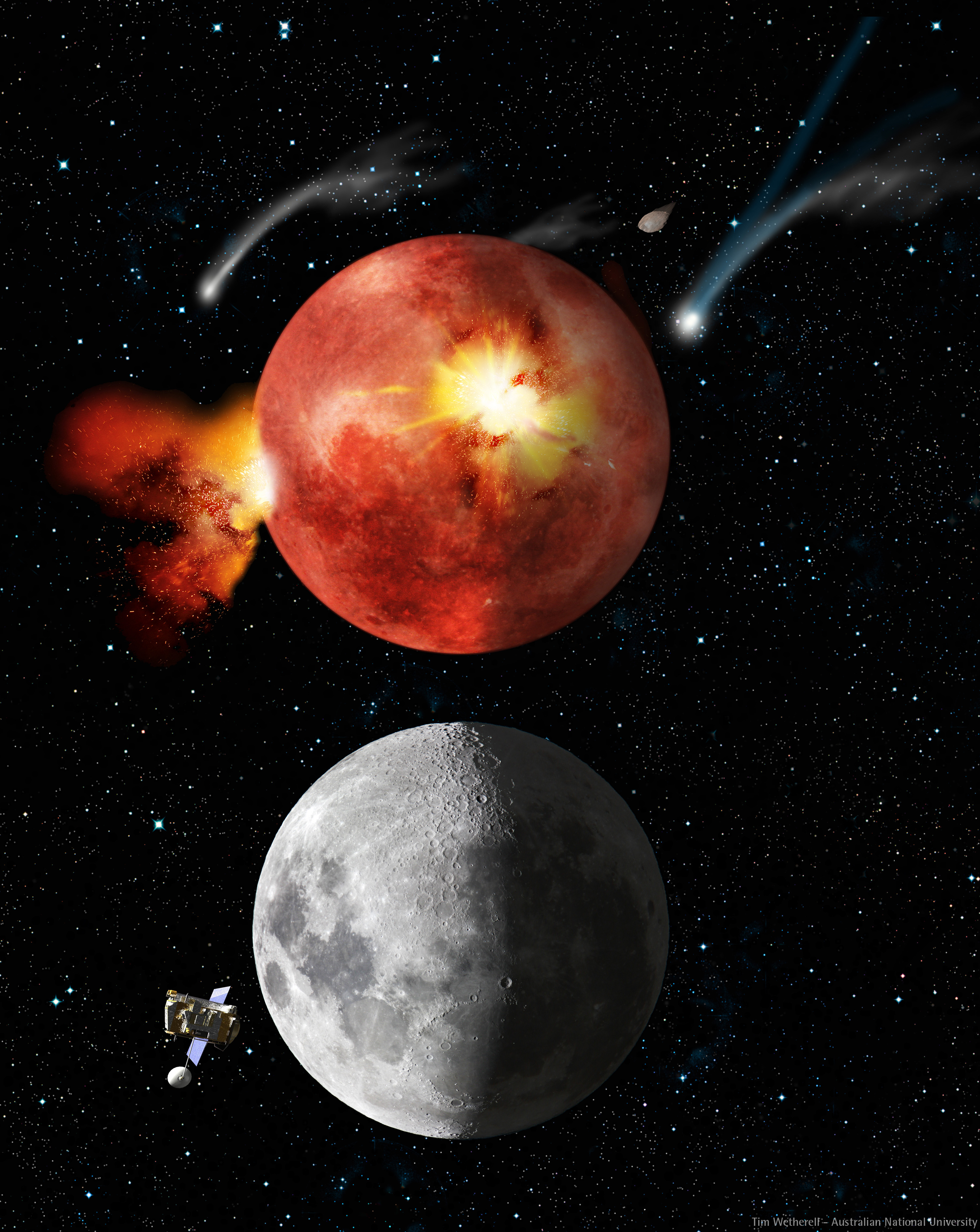
Vue d'artiste de l'évolution de la Lune entre le grand bombardement tardif et aujourd'hui.

Comme pour la Terre, la Lune ou Mars, l'évolution géologique de Mercure peut être divisée en grandes périodes ou époques. Ces âges sont basés sur une datation relative uniquement, les dates avancées ne sont donc que des ordres de grandeur .
Périodes géologiques de Mercure (en millions d'années) :

##### Pré-Tolstoïen
Il s'étend du tout début de l'histoire du Système solaire à la période de bombardements intenses, soit de -4,5 à -3,9 milliards d'années. La nébuleuse solaire primitive s'est condensée et a commencé à former de la matière solide ; d'abord de petite masse qui à force de s'accumuler (processus d'accrétion) a produit des corps de plus en plus gros, ayant une force d'attraction de plus en plus importante, jusqu'à former la principale masse de Mercure. La nature homogène ou hétérogène de cette accumulation de matière reste encore inconnue : on ne sait pas si Mercure s'est formée à partir d'un mélange de fer et de silicate qui se sont ensuite dissociés pour former séparément un noyau métallique et un manteau de silicate, ou si le noyau s'est formé en premier, à partir de métaux, puis le manteau et la croûte ne sont venus qu'après, lorsque les éléments lourds comme le fer sont devenus moins abondants aux environs de Mercure. Il y a peu de chance pour que Mercure ait possédé une atmosphère initiale (juste après l'accumulation de matière), ou alors elle se serait évaporée très tôt avant l'apparition des plus anciens cratères. Si Mercure avait eu une atmosphère, on aurait pu remarquer une érosion des cratères par les vents, comme sur Mars. Les escarpements présents majoritairement dans les régions « inter-cratères » (qui sont des surfaces plus anciennes que les cratères) et qui traversent parfois certains des plus vieux cratères, montrent que le refroidissement du noyau et la contraction de la planète se sont produits entre la fin de la première période et le début de la seconde.

##### Tolstoïen
La seconde période (de -3,9 à -3,85 milliards d'années) est caractérisée par un fort bombardement météoritique par des corps relativement gros (des résidus du processus d'accrétion), couvrant la surface de Mercure par des cratères et des bassins (cratères larges de plus de 200 km de diamètre), et se termine à la formation du bassin Caloris. Il n'est pas certain que cette période soit la phase terminale de l'accrétion de Mercure ; il est possible qu'il ne s'agisse que d'un second épisode de bombardement indépendant de cette accumulation. D'autant plus que c'est l'époque du grand bombardement tardif. Elle porte ce nom car elle a vu la formation du bassin Tolstoï.

##### Calorien
La formation du bassin Caloris marque le commencement de cette période (de -3,85 à -3,80 milliards d'années). L'impact météoritique a donné lieu à de fortes transformations de la surface de Mercure : la création de l'anneau montagneux Caloris Montes autour du cratère produit par l'impact et les déformations chaotiques de l'autre côté de la planète. L'asymétrie de la répartition interne des masses qu'il a occasionnée, à l'échelle de la planète, a été le pivot sur lequel se fonde la synchronisation des périodes rotation/révolution : le bassin Caloris est (avec son antipode) un des « pôles équatoriaux chauds ».

##### Calorien supérieur
La quatrième époque géologique de Mercure s'étale de -3,80 à -3 milliards d'années et débute après la collision donnant lieu au bassin Caloris. Elle couvre la période de volcanisme qui s'ensuivit. Des coulées de lave ont formé une partie des grandes plaines lisses, grossièrement similaires aux maria lunaires. Cependant, les plaines lisses recouvrant le bassin Caloris (Suisei, Odin, et Tir Planitia) auraient été formées par des éjectas lors de l'impact Caloris.

##### Mansurien et Kuiperien
S'étendant respectivement de -3 milliards d'années à -1 milliard d'années puis depuis -1 milliard d'années à aujourd'hui, ces périodes sont marquées par de petits impacts météoritiques : peu d'événements majeurs se sont produits sur Mercure durant ces périodes. Ces ères prennent également le nom de cratères : le Mansur et le Kuiper.

### Volcanisme

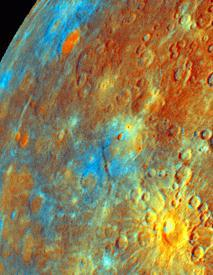
Mercure en fausses couleurs. On observe les plaines lisses issues de coulées de lave (en bas à gauche, en orange).

La présence de plaines plus jeunes (les plaines lisses) est la preuve que Mercure a connu dans son passé une activité volcanique. L'origine de ces plaines est mise en évidence à la fin des années 1990 par Mark Robinson et Paul Lucey en étudiant les photographies de Mercure. Le principe est de comparer les surfaces lisses — formées à partir de coulées de laves — avec les autres, non lisses (et plus anciennes). S'il s'agissait bien d'éruptions volcaniques, ces régions devaient être d'une composition différente de celle qu'elles recouvraient, puisque composées de matériaux venant de l'intérieur de la planète.
Les images prises par Mariner 10 sont d'abord recalibrées à partir d'images prises en laboratoire avant le lancement de la sonde, et d'images prises durant la mission des nuages de Vénus (Vénus présente une texture plutôt uniforme) et de l'espace profond. Robinson et Lucey étudient ensuite divers échantillons de la Lune — qui aurait connu une activité volcanique similaire — et notamment la réflexion de la lumière afin de faire un parallèle entre la composition et la réflexion de ces matériaux.
À l'aide de techniques avancées de traitement d'images numériques (qui n'étaient pas possibles à l'époque de la mission Mariner 10), ils appliquent un code de couleurs aux images afin de différencier les matériaux minéraux sombres des matériaux métalliques. Trois couleurs sont utilisées : le rouge pour caractériser les minéraux opaques, sombres (plus le rouge est prononcé, moins il y a de minéraux sombres) ; le vert pour caractériser à la fois la concentration d'oxyde de fer (FeO) et l'intensité du bombardement de micrométéorites, également appelé « maturité » (la présence de FeO est moins importante, ou la région est moins mature, sur les portions plus vertes) ; le bleu pour caractériser le rapport UV/lumière visible (l'intensité de bleu augmente avec le rapport). La combinaison des trois images donne des couleurs intermédiaires. Par exemple, une zone en jaune peut représenter une combinaison d'une forte concentration en minéraux opaques (rouge) et d'une maturité intermédiaire (vert).
Robinson et Lucey remarquent que les plaines sont marquées de couleurs différentes par rapport aux cratères et ils peuvent en déduire que ces plaines sont de composition différente par rapport aux surfaces plus anciennes (caractérisées par la présence de cratères). Ces plaines ont dû, à l'instar de la Lune, être formées par des coulées de lave. De nouvelles questions se posent alors quant à la nature de ces remontées de roche en fusion : celles-ci peuvent être de simples épanchements fluides, ou des éruptions explosives. Cependant, toutes les plaines n'ont peut-être pas pour origine des coulées de lave. Il est possible que certaines se soient formées à partir de retombées de poussières et de fragments du sol, éjectés lors de gros impacts météoritiques.
Certaines éruptions volcaniques ont pu également se produire à la suite de grosses collisions. Dans le cas du bassin Caloris, le cratère généré par l'impact devait avoir à l'origine une profondeur de 130 km ; atteignant probablement le manteau et le faisant alors partiellement entrer en fusion lors du choc (du fait de pression et température très importantes). Le manteau est ensuite remonté lors du réajustement du sol, comblant le cratère. Ainsi, sachant qu'une partie de la surface de Mercure provient de son intérieur, les scientifiques peuvent en déduire des informations sur la composition interne de la planète.
Les images obtenues par MESSENGER, quant à elles, révèlent des preuves de nuées ardentes sur Mercure provenant de volcans boucliers de faible hauteur,,. Ces données MESSENGER ont permis d'identifier 51 dépôts pyroclastiques à la surface, dont 90 % se trouvent dans des cratères d'impact. Une étude de l'état de dégradation des cratères d'impact qui accueillent les dépôts pyroclastiques suggère que l'activité pyroclastique s'est produite sur Mercure pendant un intervalle prolongé.
Une « dépression sans rebord » à l'intérieur de la bordure sud-ouest du bassin Caloris se compose d'au moins neuf cheminées volcaniques qui se chevauchent, chacune pouvant atteindre individuellement jusqu'à 8 km de diamètre. Il s'agit donc d'un stratovolcan. Les fonds des cheminées se trouvent à au moins 1 km sous leurs parois et ressemblent à des cratères volcaniques sculptés par des éruptions explosives ou modifiés par l'effondrement dans des espaces vides créés par le retrait du magma dans un conduit. L'âge du système complexe volcanique serait de l'ordre d'un milliard d'années.

### Conditions de surface
Mercure est une planète très chaude. La température moyenne en surface est d'environ 440 K (167 °C),. C'est la température de stabilisation en dessous du régolite, où le sous-sol n'est plus soumis à l'alternance des « ondes » thermiques de la journée et de la nuit. Aussi, la température de surface de Mercure varie environ de 100 à 700 K (−173 à 427 °C). Elle ne dépasse jamais 180 K aux pôles en raison de l'absence d'atmosphère et d'un fort gradient de température entre l'équateur et les pôles. Le point subsolaire au périhélie, à savoir (0°N, 0°W) ou (0°N, 180°W), atteint 700 K à ce moment mais seulement 550 K à l'aphélie (90° ou 270°W). Du côté non éclairé de la planète, la température moyenne est de 110 K,. Depuis la surface de Mercure le soleil apparaît, en fonction de l'orbite elliptique, entre 2,1 et 3,3 plus gros que depuis la Terre, et l'intensité de la lumière solaire à la surface de Mercure varie entre 4,59 et 10,61 fois la constante solaire, c'est-à-dire que la quantité d'énergie reçue par une surface perpendiculaire au Soleil est en moyenne 7 fois plus élevée sur Mercure que sur Terre.

#### Glace

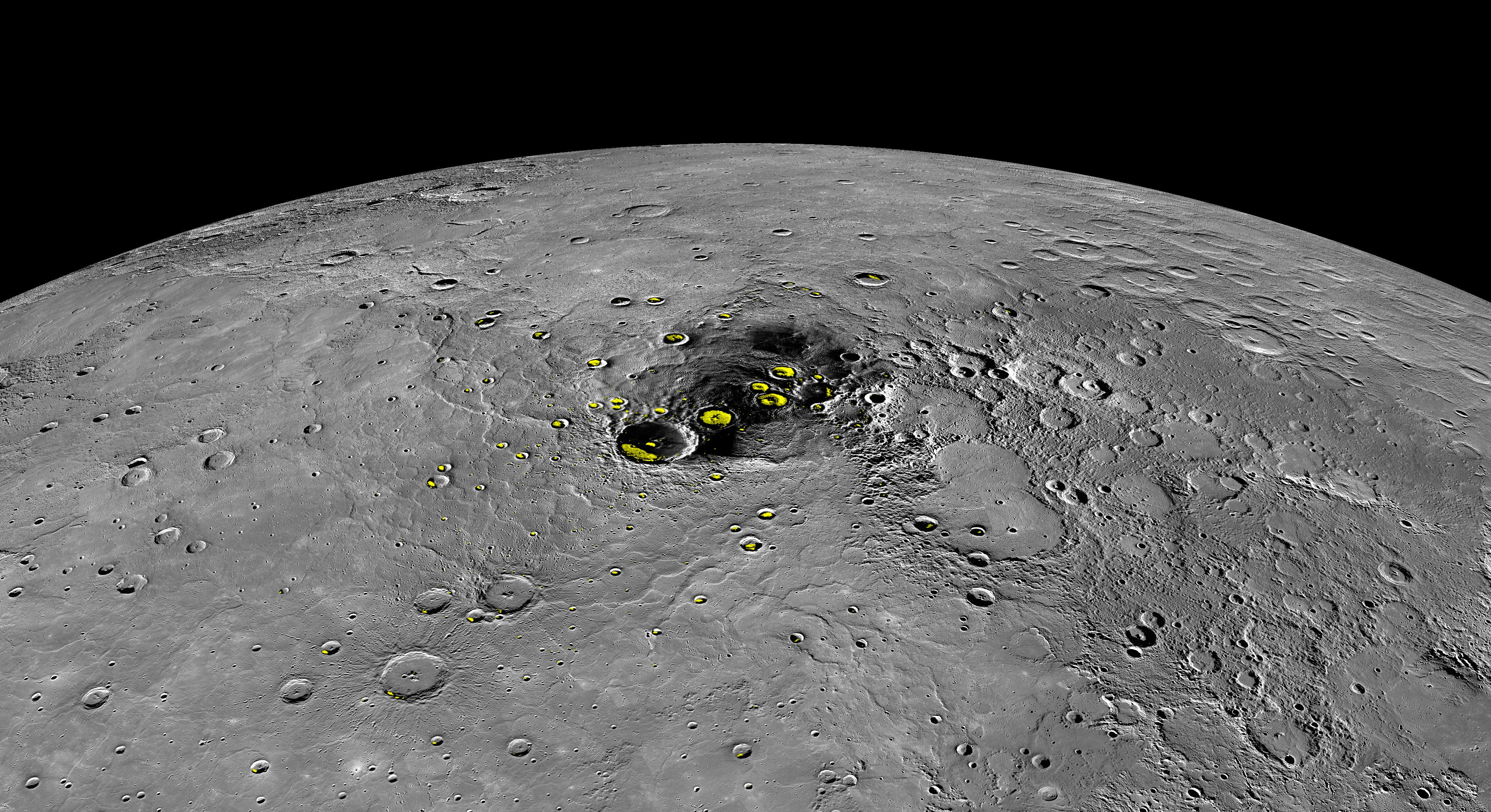
Image du Pôle Nord de Mercure prise par MESSENGER, les suspicions d'eau gelée dans les cratères sont colorées en jaune.

Bien que la température de la lumière du jour à la surface de Mercure soit généralement extrêmement élevée, il est possible que de la glace soit présente sur Mercure. En effet, du fait de l'inclinaison quasi nulle de son axe de rotation, les zones polaires de Mercure ne reçoivent des rayons solaires que rasants. Aussi, le fond des profonds cratères des pôles n'est alors jamais exposé à la lumière directe du soleil, et les températures y restent inférieures à 102 K grâce à cette obscurité permanente, soit bien moins que sur la température moyenne de la planète de 452 K. À ces températures, la glace d'eau ne se sublime quasiment plus (la pression partielle de vapeur de la glace est très basse).
Des observations radar effectuées dans le début des années 1990 à partir du radiotélescope d'Arecibo et de l'antenne de Goldstone indiquent la présence de glace d'eau aux pôles Nord et Sud de Mercure. En effet, la glace d'eau est caractérisée par des zones à réflexion radar élevée et une signature fortement dépolarisée, contrairement à la réflexion radar typique du silicate, constituant la majeure partie de la surface de Mercure. Aussi, il existe des zones de forte réflexion radar près des pôles. Les résultats obtenus avec le radiotélescope d'Arecibo montrent que ces réflexions radar sont concentrées dans des taches circulaires de la taille d'un cratère. D'après les images prises par Mariner 10, la plus grosse d'entre elles, au pôle Sud, semble coïncider avec le cratère Chao Meng-Fu. D'autres, plus petites, correspondent également à des cratères bien identifiés.
On estime que les régions glacées contiennent environ 1014 à 1015 kg de glace,. Celles-ci sont potentiellement recouvertes de régolite empêchant la sublimation. En comparaison, la calotte glaciaire de l'Antarctique sur Terre a une masse d'environ 4 × 1018 kg et la calotte polaire sud de Mars contient environ 1016 kg d'eau. Deux sources probables pour l'origine de cette glace sont envisagées : le bombardement météoritique ou le dégazage de l'eau de l'intérieur de la planète. Les météorites frappant la planète ont pu apporter de l'eau qui serait restée piégée (gelée par les basses températures des pôles) aux endroits où se sont produits les impacts. De même pour les dégazages, certaines molécules ont pu migrer vers les pôles et s'y retrouver piégées,.
Bien que la glace ne soit pas la seule cause possible de ces régions réfléchissantes, les astronomes pensent que c'est la plus probable. La sonde BepiColombo, qui se mettra en orbite autour de la planète vers 2025, aura parmi ses tâches d'identifier la présence ou non de glace sur Mercure.

#### Exosphère

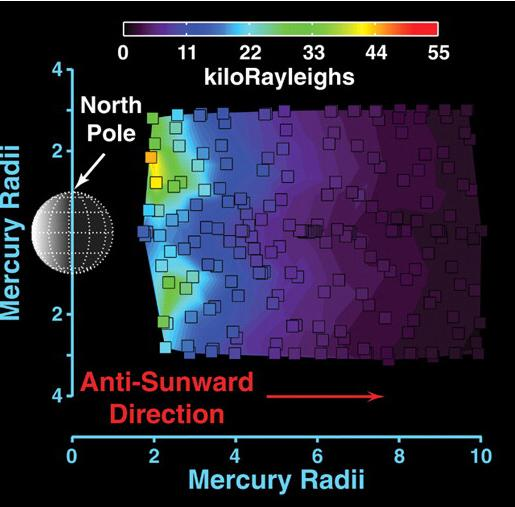
Émission de sodium aux pôles magnétiques de Mercure, observable dans sa trace.

Mercure est trop petite et chaude pour que sa gravité puisse retenir une atmosphère significative sur de longues périodes. Ainsi, elle est quasi inexistante à tel point que les molécules de gaz de l'« atmosphère » entrent plus souvent en collision avec la surface de la planète qu'avec d'autres molécules de gaz. Il est ainsi plus approprié de parler de son exosphère, commençant dès la surface de Mercure, directement « ouverte » sur l'espace. Celle-ci est ténue et limitée en surface, principalement composée de potassium, de sodium et d'oxygène (9,5 %). On y trouve aussi des traces d'argon, de néon, d'hydrogène et d'hélium,. La pression de surface exercée est inférieure à 0,5 nPa (0,005 picobar).
Cette exosphère n'est pas stable et est en réalité transitoire : les atomes composant principalement l'exosphère de Mercure (potassium et sodium) ont une durée de vie (de présence) estimée à trois heures avant d'être libérés dans l'espace et d'une heure et demie lorsque la planète est au périhélie. Ainsi, les atomes sont continuellement perdus et réapprovisionnés à partir de diverses sources.

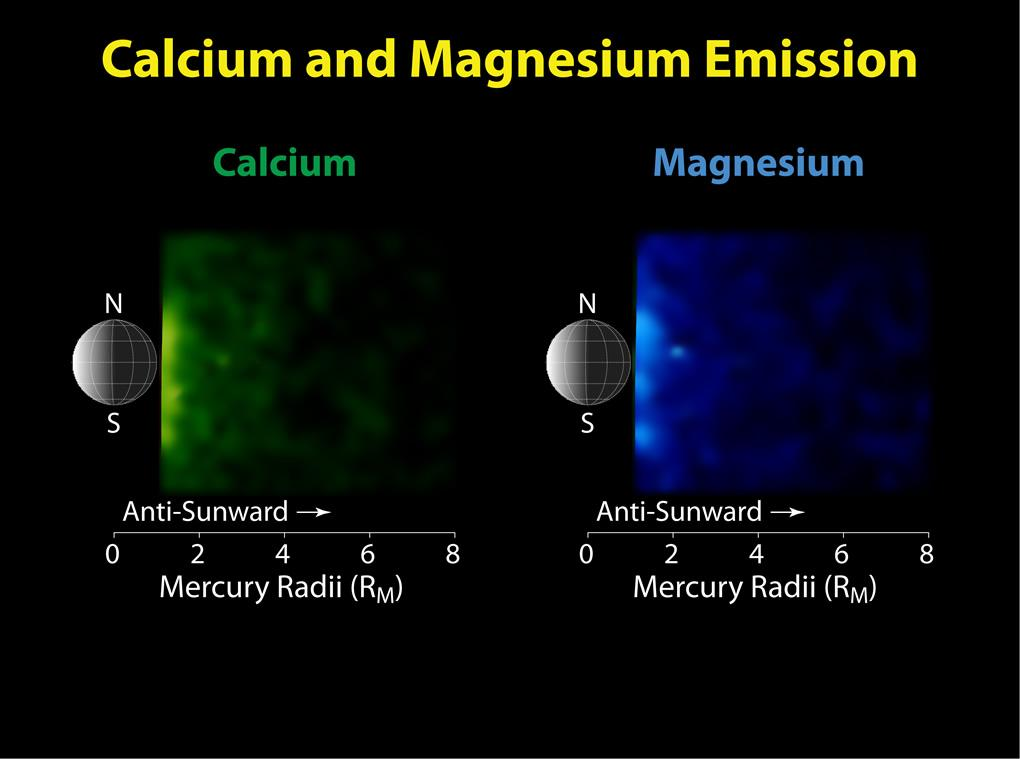
Du calcium et du magnésium ont également été détectés dans la trace de la planète.

Les atomes d'hydrogène et d'hélium proviennent probablement de la capture des ions du vent solaire, se diffusant dans la magnétosphère de Mercure avant de s'échapper à nouveau dans l'espace. La désintégration radioactive des éléments de la croûte de Mercure est une autre source d'hélium, ainsi que de sodium et de potassium. De la vapeur d'eau est présente, libérée par une combinaison de processus tels que les comètes frappant sa surface, la pulvérisation cathodique (créant de l'eau à partir de l'hydrogène du vent solaire et de l'oxygène de la roche) et la sublimation à partir des réservoirs de glace d'eau dans les cratères polaires ombragés en permanence. La sonde MESSENGER a également détecté de grandes quantités d'ions liés à l'eau comme O+, OH-, et H3O+ ,. En raison des quantités de ces ions qui ont été détectées dans l'environnement spatial de Mercure, les astronomes supposent que ces molécules ont été soufflées de la surface ou de l'exosphère par le vent solaire,.
Le sodium, le potassium et le calcium sont découverts dans l'atmosphère au cours des années 1980-1990, le consensus étant qu'ils résultent principalement de la vaporisation de la roche de surface frappée par des impacts de micrométéorites, dont celle de la comète de Encke, qui créent un nuage zodiacal. Toutefois, selon une autre hypothèse, la lumière solaire contribuerait aussi à libérer le sodium de la surface de la planète. En 2008, du magnésium est découvert par MESSENGER,. Des études indiquent que, parfois, les émissions de sodium sont localisées en des points qui correspondent aux pôles magnétiques de la planète. Cela indiquerait une interaction entre la magnétosphère et la surface de la planète.

### Champ magnétique

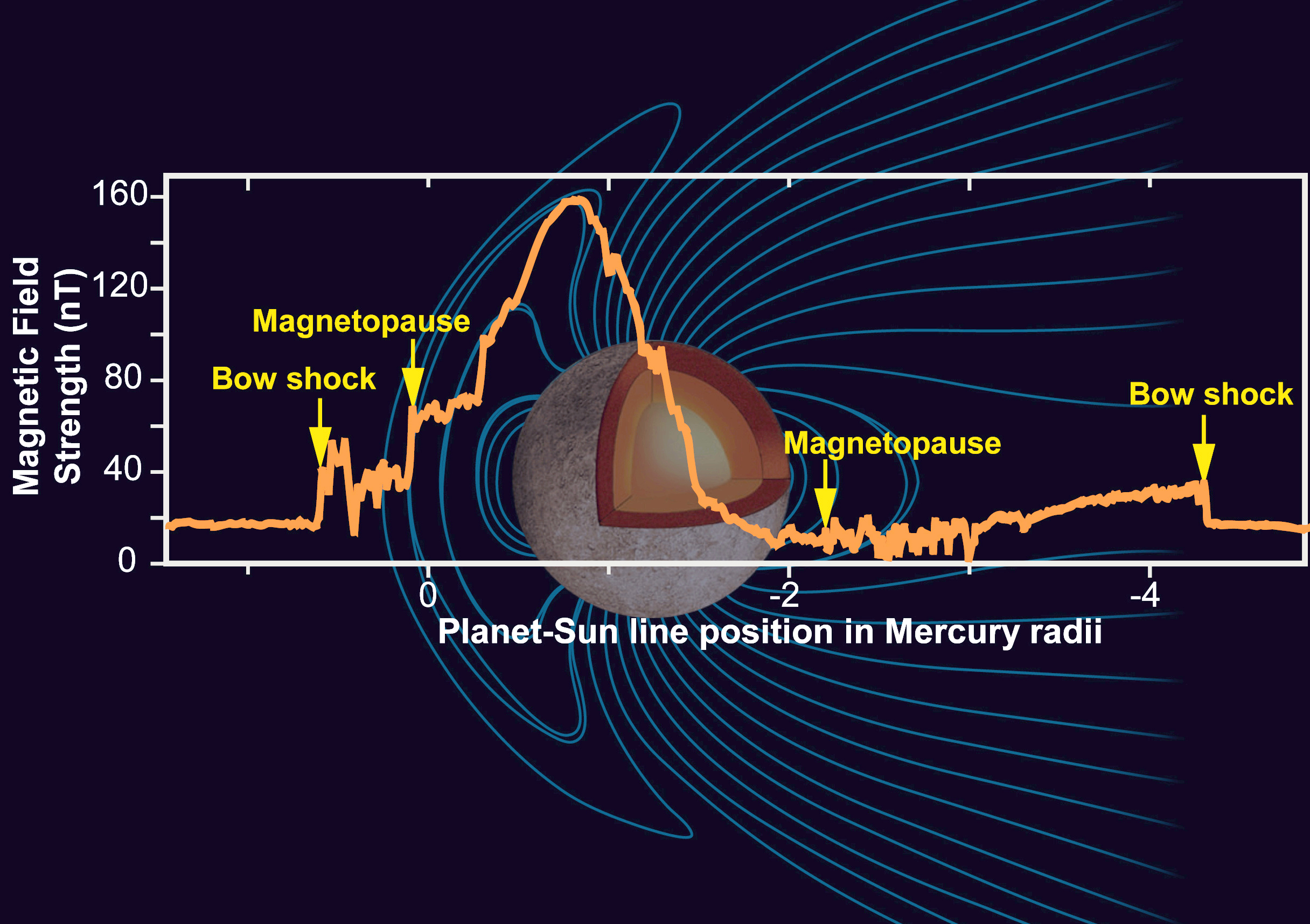
Intensité relative du champ magnétique de Mercure. Les « bow shocks » se produisent lorsque le champ magnétique de Mercure rencontre les vents solaires et délimite la magnétosphère de la planète.

Malgré sa petite taille et sa lente période de rotation de 59 jours, Mercure possède un champ magnétique notable. Révélé par les magnétomètres de Mariner 10, en mars 1974, il surprend les astronomes qui pensaient jusqu'à ce moment que Mercure était dépourvue de toute magnétosphère car sa vitesse de rotation lente diminue l'effet dynamo. De plus, il était supposé à l'époque que le noyau de la planète s'était déjà solidifié du fait de sa petite taille,. L'intensité du champ magnétique à l'équateur de Mercure est d'environ 200 nT, soit 0,65 % du champ magnétique terrestre qui vaut 31 µT,. Comme celui de la Terre, le champ magnétique de Mercure est dipolaire. Cependant, contrairement à la Terre, les pôles de Mercure sont alignés avec l'axe de rotation de la planète. Les mesures des sondes spatiales Mariner 10 et MESSENGER indiquent que l'intensité et la forme du champ magnétique sont stables.
Il est probable que ce champ magnétique soit généré par un effet de dynamo, d'une manière similaire au champ magnétique de la Terre,. Cet effet de dynamo résulterait de la circulation du noyau externe liquide riche en fer de la planète. Des effets de marée particulièrement forts, causés par la forte excentricité orbitale de la planète, permettraient de maintenir le noyau à l'état liquide nécessaire à cet effet de dynamo.
Le champ magnétique de Mercure est suffisamment puissant pour dévier le vent solaire autour de la planète, créant ainsi une magnétosphère située entre deux arcs de choc (ou « bow shock »). La magnétosphère de la planète, bien qu'assez petite pour être contenue dans le volume de la Terre, est assez forte pour piéger le plasma du vent solaire. Cela contribue à l'érosion spatiale de la surface de la planète. Les observations effectuées par Mariner 10 ont permis de détecter ce plasma de faible énergie dans la magnétosphère du côté obscur de la planète. Les éclats de particules énergétiques dans la queue de la magnétosphère de la planète indiquent que celle-ci est dynamique. De plus, des expériences menées par la sonde ont montré que, tout comme celle de la Terre, la magnétosphère de Mercure possède une queue séparée en deux par une couche neutre.
Lors de son deuxième survol de la planète le 6 octobre 2008, MESSENGER découvre que le champ magnétique de Mercure peut être extrêmement perméable. L'engin spatial rencontre en effet des « tornades » magnétiques (des faisceaux tordus de champs magnétiques reliant le champ magnétique planétaire à l'espace interplanétaire) mesurant jusqu'à 800 km de large, soit un tiers du rayon de la planète. Ces tubes de flux magnétique torsadés forment des fenêtres ouvertes dans le bouclier magnétique de la planète à travers lesquelles le vent solaire peut entrer et impacter directement la surface de Mercure par reconnexion magnétique. Cela se produit également dans le champ magnétique terrestre, cependant le taux de reconnexion est dix fois plus élevé sur Mercure.

## Observation

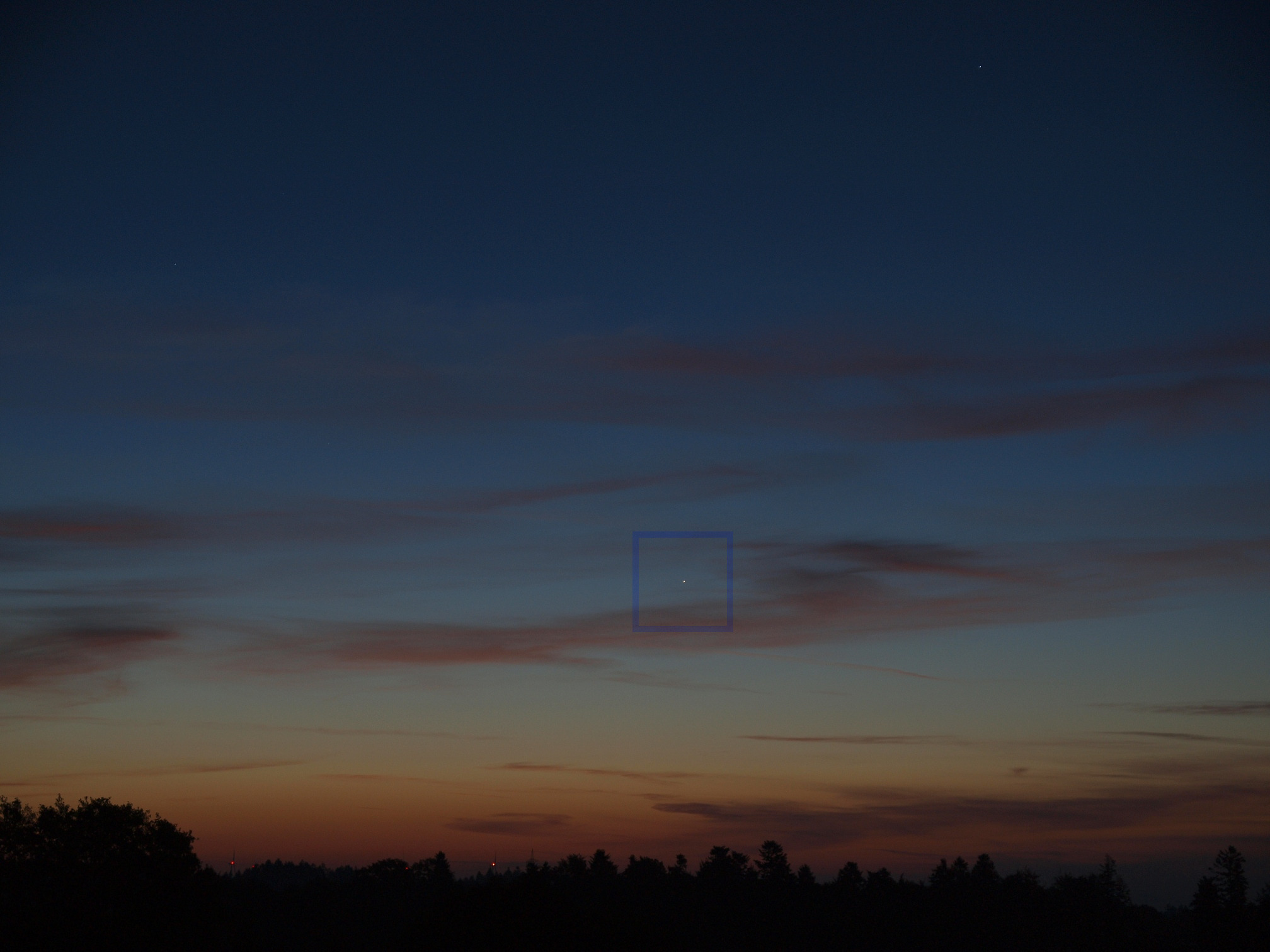
Mercure visible à l’œil nu fin septembre 2010 à l'aube dans le sud de l'Allemagne (encadrée).

### Visibilité
La magnitude apparente de Mercure peut varier entre -2,48 (alors plus lumineuse que Sirius) lors de sa conjonction supérieure et +7,25 (dépassant alors la limite de visibilité à l’œil nu située à +6 et la rendant donc invisible) autour de la conjonction inférieure,. La magnitude apparente moyenne est de 0,23 avec un écart-type de 1,78, c'est-à-dire le plus grand de toutes les planètes, du fait de la forte excentricité orbitale de la planète. La magnitude apparente moyenne à la conjonction supérieure est de -1,89 alors que celle à la conjonction inférieure est de +5,93. L'observation de Mercure est compliquée du fait de sa proximité avec le soleil dans le ciel, car elle est alors perdue dans l'éblouissement de l'étoile. Mercure ne peut être observée que pendant une courte période de temps au moment de l'aube ou du crépuscule.
Comme plusieurs autres planètes et les étoiles les plus brillantes, Mercure peut être observée pendant une éclipse solaire totale. De plus, comme la Lune et Vénus, Mercure présente des phases vues depuis la Terre. Elle est dite « nouvelle » à la conjonction inférieure et « pleine » à la conjonction supérieure. Cependant, la planète est rendue invisible depuis la Terre à ces deux occasions parce qu'elle est obscurcie par le Soleil (sauf durant un transit). Aussi, techniquement, Mercure est la plus brillante lorsqu'elle est pleine. Ainsi, bien que Mercure soit le plus éloigné de la Terre lorsqu'elle est pleine, elle présente une plus grande surface éclairée visible et l'effet d'opposition compense la distance. L'inverse est vrai pour Vénus, qui apparaît plus brillante lorsqu'elle est en croissant parce qu'elle est beaucoup plus proche de la Terre.
Néanmoins, l'apparition la plus brillante (pleine phase) de Mercure est en réalité incompatible avec l'observation pratique, en raison de son extrême proximité de la planète avec le soleil à ce moment. Le meilleur moment pour observer Mercure est ainsi pendant son premier ou dernier quart, bien qu'il s'agisse de phases de moindre luminosité. Les premier et dernier quarts de phase se produisent lors de l'élongation la plus importante à l'est (vers septembre/octobre), et à l'ouest (vers mars/avril) du soleil, respectivement. À ces deux moments, la séparation de Mercure du soleil varie entre 17,9° au périhélie et 27,8° à l'aphélie,. À son élongation maximale à l'ouest, Mercure se lève avant le lever du soleil, et à son élongation maximale à l'est, elle se couche après le coucher du soleil, la rendant plus facilement observable,.

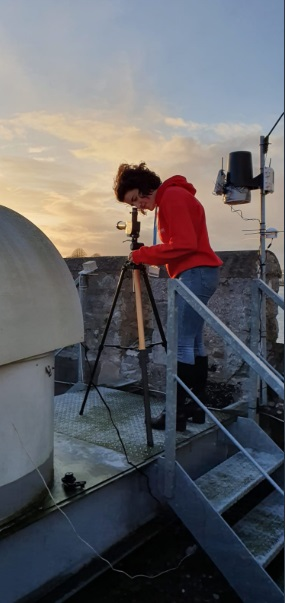
Une astrophysicienne observe le transit de Mercure du 11 novembre 2019, en Irlande.

Mercure est plus facilement visible depuis les régions tropicales et subtropicales que depuis des latitudes plus élevées. Vue des basses latitudes et aux bons moments de l'année, l'écliptique coupe l'horizon à un angle aigu. À ce moment, Mercure se trouve directement au-dessus du soleil (c'est-à-dire que son orbite semble verticale depuis la Terre) et elle est au maximum de son élongation par rapport au soleil (28°). Quand arrive le moment de la journée terrestre où le soleil est à 18° au-dessous de l'horizon de sorte que le ciel est complètement sombre (crépuscule astronomique), Mercure se trouve à un angle de 28-18=10° au-dessus de l'horizon dans un ciel complètement sombre : elle est alors à son maximum de visibilité pour un observateur terrestre.
De plus, les observateurs situés dans l'hémisphère sud sont avantagés par rapport à ceux du nord, avec une latitude de valeur absolue égale. En effet dans cet hémisphère, l'élongation maximale de Mercure à l'ouest (matin) ne se produit qu'au début de l'automne (mars/avril) et son élongation maximale à l'est (soir) ne se produit qu'à la fin de l'hiver (septembre/octobre). Dans ces deux cas, l'angle d'intersection de l'orbite de la planète avec l'écliptique (et donc l'horizon) est alors à son maximum pendant ces saisons, ce qui permet à Mercure de se lever plusieurs heures avant le lever du soleil dans le premier cas et de ne se coucher que plusieurs heures après le coucher du soleil dans le second, à partir des latitudes moyennes méridionales comme l'Argentine et l'Afrique du Sud. À l'inverse, dans l'hémisphère nord, l'écliptique est bien moins incliné le matin en mars/avril et le soir en septembre/octobre, Mercure est donc très proche de l'horizon même lors de son élongation maximum même s'il arrive qu'elle soit bien visible, près de Vénus, dans le ciel.
Une autre méthode pour observer Mercure consiste à observer la planète pendant les heures de jour lorsque les conditions sont claires, idéalement lorsqu'elle est à son plus grand allongement. Cela permet de trouver facilement la planète, même en utilisant des télescopes avec de faibles ouvertures. Il faut cependant prendre grand soin de veiller à ce que l'instrument ne soit pas pointé directement vers le Soleil en raison du risque de lésions oculaires. Cette méthode permet de contourner la limitation de l'observation au crépuscule lorsque l'écliptique est située à faible altitude (par exemple les soirs d'automne).
D'une façon générale, les observations de Mercure grâce à un télescope au sol ne révèlent cependant qu'un disque partiel de couleur orange éclairé avec peu de détails. La proximité de l'horizon rend son observation avec les télescopes difficile, car sa lumière doit parcourir une plus grande distance à travers l'atmosphère terrestre et est perturbée par des turbulences, comme la réfraction et l'absorption qui rendent l'image floue. La planète apparaît généralement dans le télescope sous la forme d'un disque en forme de croissant. Même avec des télescopes puissants, il n'y a pratiquement pas de caractéristiques distinctives à sa surface. D'autre part, Le télescope spatial Hubble ne peut pas du tout observer Mercure, en raison de procédures de sécurité qui empêchent son pointage trop près du Soleil,.

### Transit de Mercure

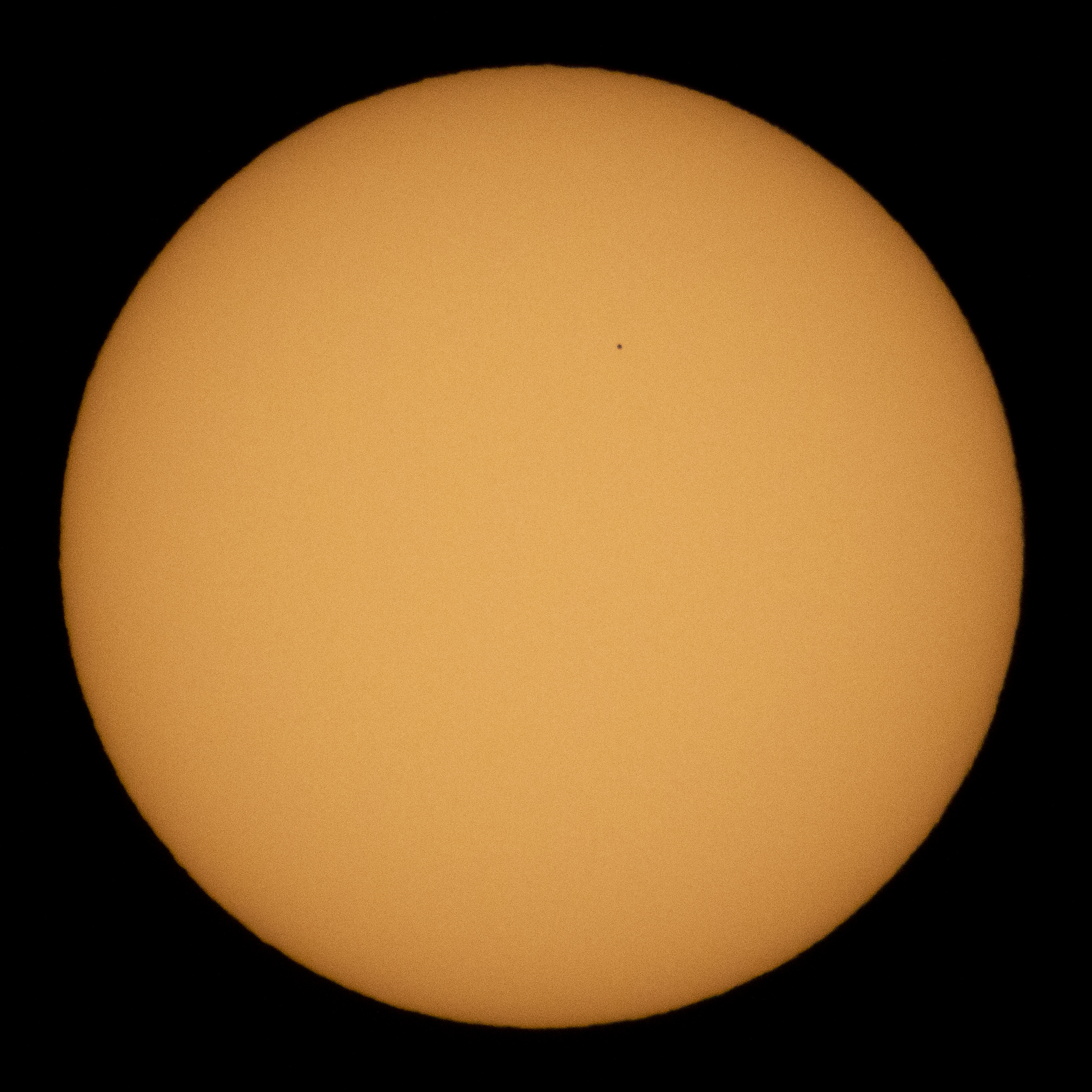
Transit de Mercure le 11 novembre 2019, la planète se trouve dans le quart haut/droit de l'image.

Un transit de Mercure se produit lorsque la planète se situe entre l'observateur et le Soleil. Elle est alors visible sous la forme d'un très petit point noir traversant le disque solaire. Il serait également possible pour un observateur situé sur une autre planète de voir un transit, tel que le transit de Mercure depuis Vénus. Les transits de Mercure vus depuis la Terre ont lieu avec une fréquence relativement régulière à l'échelle astronomique d'environ 13 ou 14 par siècle, en raison de la proximité de la planète au Soleil.
Le premier transit de Mercure est observé le 7 novembre 1631 par Pierre Gassendi, bien que son existence ait été prévue par Johannes Kepler avant sa mort en 1630. En 1677, l'observation du transit de Mercure permet pour la première fois de mettre en avant le phénomène de la goutte noire, un effet de la diffraction des instruments optiques.
Le transit de Mercure a également permis de réaliser différentes mesures, dont celle de la taille de l'univers ou des variations à long terme du rayon du Soleil,.
Les transits peuvent se produire en mai à des intervalles de 13 ou 33 ans, ou en novembre tous les 7, 13 ou 33 ans. Les quatre derniers transits de Mercure datent du 7 mai 2003, du 8 novembre 2006, du 9 mai 2016 et du 11 novembre 2019 ; les quatre prochains auront lieu le 13 novembre 2032, le 7 novembre 2039, le 7 mai 2049 et le 9 novembre 2052,.

## Histoire de son observation

### Observation depuis la Terre

#### Avant les télescopes

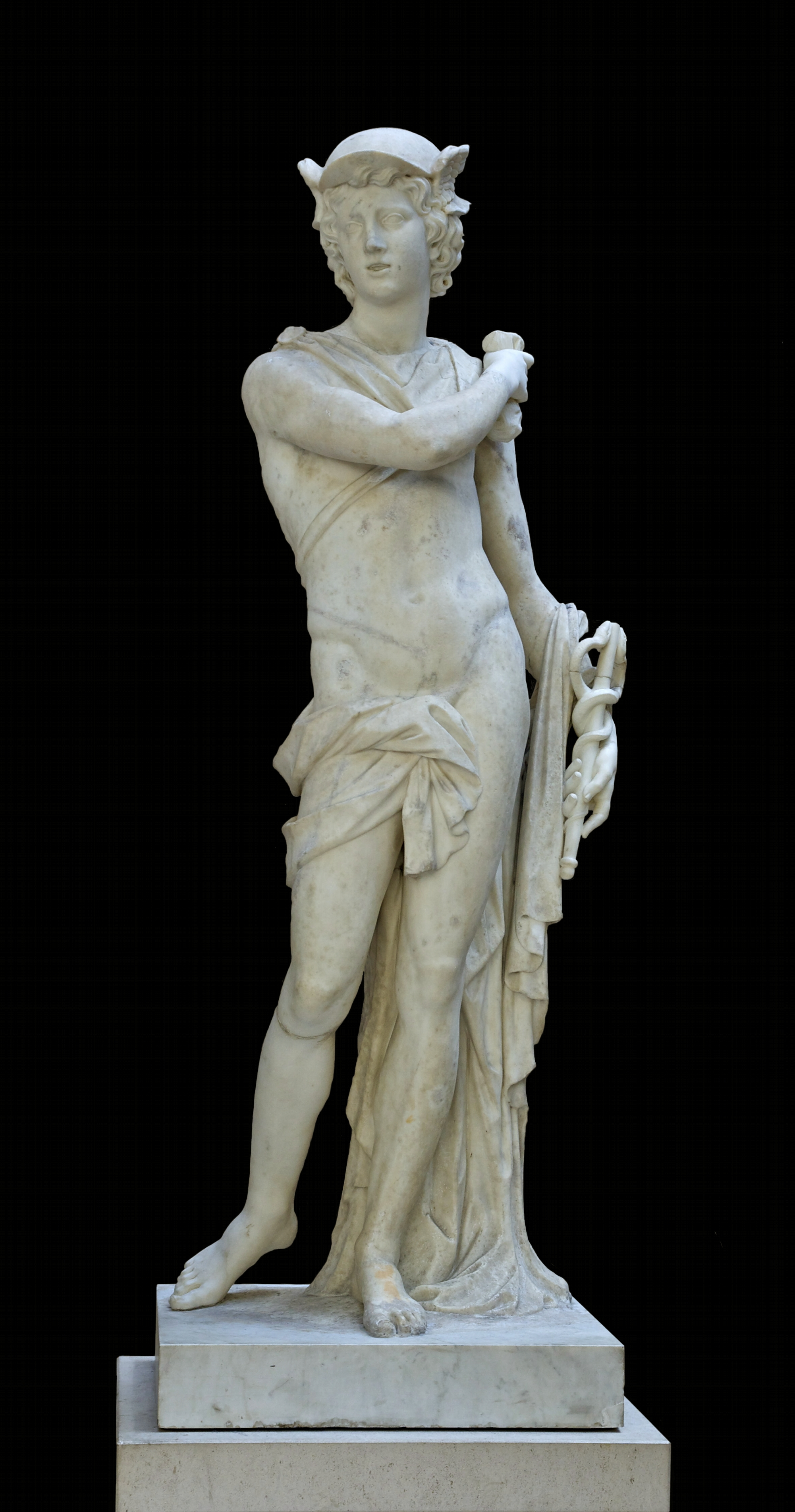
Mercure, le messager des dieux.

Mercure est connue depuis que les hommes s'intéressent au ciel nocturne ; la première civilisation à en avoir laissé des traces écrites est la civilisation sumérienne (IIIe millénaire av. J.-C.) qui la nommait « Ubu-idim-gud-ud » (signifiant la « planète sautante »).
Les premiers écrits d'observations détaillées de Mercure nous viennent des Babyloniens avec les tablettes de Mul Apin. Les Babyloniens appellent cet astre Nabû en référence au dieu du savoir dans la mythologie mésopotamienne. Ils sont également les premiers à avoir étudié le mouvement apparent de Mercure, qui est différent de celui des autres planètes,.
Plus tard, dans l'Antiquité, les Grecs, héritiers des conceptions indo-européennes (paléoastronomie) considèrent jusqu'au IVe siècle av. J.-C. que Mercure visible avant le lever du soleil d'une part et Mercure visible après son coucher d'autre part relevaient de deux astres distincts. Ceux-ci sont appelés respectivement Στίλβων / Stílbōn, signifiant « celui qui brille », et Ἑρμῆς / Hermês (Hermès est le messager des dieux) en raison de son mouvement rapide. Ce dernier est d'ailleurs toujours le nom de la planète en grec moderne. L'étoile du matin aurait également été appelée Ἀπόλλων / Apóllōn (Apollon). Les Égyptiens procédèrent de même en donnant le nom de Seth à l'étoile du matin et Horus à celle du soir,.
Les Romains nommèrent la planète du nom du messager des dieux Mercure (en latin Mercurius), équivalent d'Hermès pour la mythologie romaine, parce qu'elle se déplace dans le ciel plus vite que toutes les autres planètes,. Aussi dieu protecteur des commerçants, des médecins et des voleurs, le symbole astronomique de Mercure est une version stylisée du caducée d'Hermès. Il est également supposé que le symbole proviendrait d'une dérivation de la première lettre de son nom grec ancien Στίλβων (Stilbōn).
Ferry, un contributeur du Dictionnaire de Wahlen, écrit à ce sujet :

« Pourquoi donc une planète aussi peu importante dans le système dont elle fait partie porte-t-elle le nom du messager des dieux dans l'Olympe mythologique ? C'est qu'elle se trouve assez fréquemment en conjonction avec les autres planètes entre lesquelles ces rapprochements sont beaucoup plus rares. Comme la durée de sa révolution autour du Soleil ou son année n'est que le quart de l'année terrestre, dans ce court espace de temps on la voit se diriger vers une planète et après s'en être approchée s'éloigner pour faire une autre visite aussi promptement terminée. La fréquente répétition de cette sorte de voyages a pu faire concevoir l'idée d'un astre messager. »

L'astronome gréco-égyptien Ptolémée évoque la possibilité de transits planétaires devant le Soleil dans son ouvrage Hypothèses planétaires. Il suggère que si aucun passage n'avait jamais été observé, cela était soit parce que des planètes telles que Mercure étaient trop petites pour être vues, soit parce que les passages étaient trop peu fréquents.

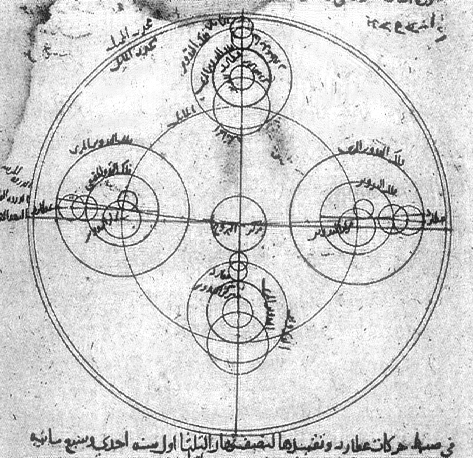
Modèle d'Ibn al-Shâtir décrivant les apparitions de Mercure et montrant la multiplication des épicycles à l'aide du théorème de la Hire.

Dans la Chine ancienne, Mercure est connue sous le nom de « l'étoile pressée » (Chen-xing 辰星). Elle est associée à la direction du nord et à la phase de l'eau dans le système de cosmologie des Cinq Phases (Wuxing),. Les cultures modernes chinoise, coréenne, japonaise et vietnamienne désignent la planète littéralement comme « l'étoile d'eau » (水星), basée sur les Cinq éléments. La mythologie hindoue utilise le nom de Bouddha pour Mercure, et l'on pense que ce dieu présidait le mercredi,. Le dieu Odin de la mythologie nordique est aussi associé avec la planète Mercure et au mercredi. Ce lien avec le troisième jour de la semaine se retrouve également chez les Romains, ce qui a ensuite donné en français le nom Mercredi (pour « Mercurii dies », le jour de Mercure),.
La civilisation maya aurait représenté Mercure comme un hibou (ou potentiellement quatre, deux représentant son apparition du matin et deux celle du soir) servant de messager vers le monde souterrain.
En astronomie arabe, l'astronome Al-Zarqali décrit au XIe siècle l'orbite géocentrique de Mercure comme étant une ellipse, bien que cette intuition n'ait pas influencé sa théorie astronomique ou ses calculs astronomiques,. Au XIIe siècle, Ibn Bajja observe « deux planètes comme des taches noires sur la face du Soleil », ce qui a été plus tard suggéré comme le transit de Mercure et/ou de Vénus par l'astronome de Maragha Qotb al-Din Chirazi au XIIIe siècle,. Cependant, des doutes sont soulevés par les astronomes plus récents sur l'observation des transits par les astronomes médiévaux arabes, ceux-ci ayant été potentiellement confondus avec des taches solaires,. Ainsi, toute observation d'un transit de Mercure avant les télescopes reste spéculative.
En Inde, l'astronome Nilakantha Somayaji de l'école du Kerala développa au XVe siècle un modèle partiellement héliocentrique dans lequel Mercure orbite autour du Soleil, qui à son tour orbite autour de la Terre, similairement au système tychonique de Tycho Brahe proposé ensuite au XVIe siècle.

#### Recherche au télescope depuis la Terre
Les premières observations télescopiques de Mercure sont faites par Galilée au début du XVIe siècle. Bien qu'il ait observé des phases lorsqu'il a regardé Vénus, son télescope n'est pas assez puissant pour voir les phases de Mercure. En 1631, Pierre Gassendi fait les premières observations télescopiques du transit d'une planète à travers le Soleil lorsqu'il voit un transit de Mercure prédit par Johannes Kepler. En 1639, Giovanni Zupi utilise un télescope pour découvrir que la planète présente des phases similaires à celles de Vénus et de la Lune. L'observation démontre de façon concluante que Mercure orbite autour du Soleil,.
Un événement rare en astronomie est le passage d'une planète devant une autre vu de la Terre (occultation). Mercure et Vénus s'occultent l'une l'autre tous les quelques siècles et l'événement du 28 mai 1737 est le seul à avoir été observé historiquement, ayant été vu par John Bevis à l'Observatoire royal de Greenwich. La prochaine occultation de Mercure par Vénus aura lieu le 3 décembre 2133.
Les difficultés inhérentes à l'observation de Mercure font qu'elle a été beaucoup moins étudiée que les autres planètes. En 1800, Johann Schröter fait des observations de sa surface, affirmant avoir observé des montagnes de 20 kilomètres de haut. Friedrich Bessel utilise les dessins de Schröter pour estimer à tort la période de rotation comme étant de 24 heures et une inclinaison axiale de 70°. Dans les années 1880, Giovanni Schiaparelli cartographie la planète avec plus de précision et suggère que la période de rotation de Mercure est de 88 jours, la même que sa période orbitale en raison d'une rotation synchrone. L'effort de cartographie de la surface de Mercure est poursuivi par Eugène Antoniadi, qui publie en 1934 un livre comprenant à la fois des cartes et ses propres observations. De nombreuses caractéristiques de la surface de la planète, en particulier les formations d'albédo, tirent leur nom de la carte d'Antoniadi.

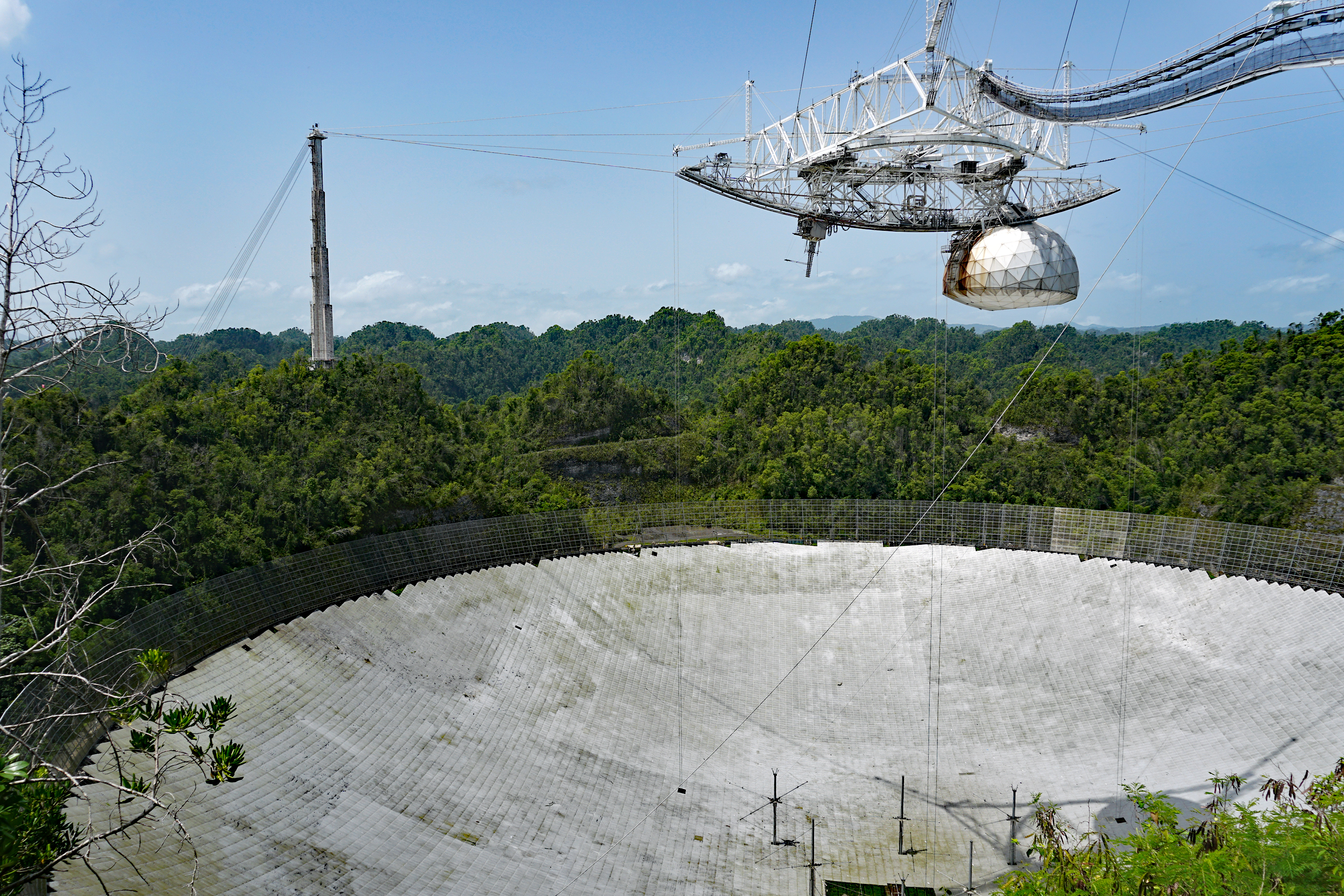
Le radiotélescope d'Arecibo, instrument de la cartographie de Mercure.

En juin 1962, les scientifiques soviétiques de l'Institut de radio-ingénierie et d'électronique de l'Académie des sciences de l'URSS, dirigé par Vladimir Kotelnikov, sont les premiers à faire rebondir un signal radar sur Mercure et à le recevoir, ce qui permit de commencer les observations radar de la planète,,. Trois ans plus tard, les observations radar des Américains Gordon H. Pettengill et Rolf B. Dyce, à l'aide du radiotélescope de 300 mètres de l'observatoire d'Arecibo à Porto Rico, montrent de façon concluante que la période de rotation de la planète est d'environ 59 jours,. La théorie selon laquelle la rotation de Mercure est synchrone était à cette époque répandue et ce fut donc une surprise pour les astronomes lorsque ces observations radio furent annoncées. Si Mercure était réellement verrouillée comme on le pensait auparavant, sa face obscure aurait été extrêmement froide, mais les mesures des émissions radio révèlent qu'elle est beaucoup plus chaude que prévu. Les astronomes hésitent un temps à abandonner la théorie de la rotation synchrone et proposent des mécanismes alternatifs tels que des vents puissants de distribution de la chaleur pour expliquer les observations.
L'astronome italien Giuseppe Colombo note que la période de rotation est d'environ deux tiers de la période orbitale de Mercure, et il est le premier à proposer que les périodes orbitales et de rotation de la planète soient verrouillées dans une résonance de 3:2 plutôt que de 1:1, comme c'est le cas entre la Terre et la Lune par exemple. Les données de Mariner 10 ont par la suite confirmé ceci.
Les observations optiques au sol n'ont pas permis d'en savoir beaucoup plus sur Mercure, mais les radioastronomes utilisant l'interférométrie micro-ondes, une technique qui permet d'éliminer le rayonnement solaire, ont pu discerner les caractéristiques physiques et chimiques des couches souterraines à une profondeur de plusieurs mètres,. En 2000, des observations à haute résolution dites de lucky imaging sont effectuées par un télescope de l'observatoire du mont Wilson. Elles fournissent les premières vues permettant de connaître les caractéristiques de surface des parties de Mercure qui n'avaient pas été imagées lors de la mission Mariner 10. La majeure partie de la planète est cartographiée par le télescope radar d'Arecibo, y compris les dépôts de ce qui pourrait être de la glace d'eau dans les cratères polaires ombragés.

### Cartographie

#### À partir d'observations terrestres
Le premier astronome à avoir discerné des caractéristiques géologiques de Mercure est Johann Hieronymus Schröter qui, vers la fin du XVIIIe siècle, dessine en détail ce qu'il avait pu observer, dont des très hautes montagnes. Ses observations sont cependant infirmées par William Herschel qui ne put voir aucune de ces caractéristiques.
Par la suite, d'autres astronomes dressent des cartes de Mercure, dont l'italien Giovanni Schiaparelli et l'américain Percival Lowell (en 1896). Ils y voient des zones sombres en formes de lignes, similaires aux canaux de Mars qu'ils avaient également dessiné et qu'ils pensaient être artificiels,.

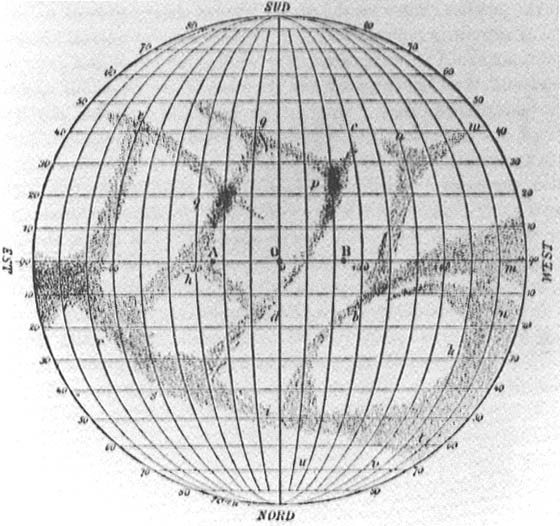
Carte de Giovanni Schiaparelli.
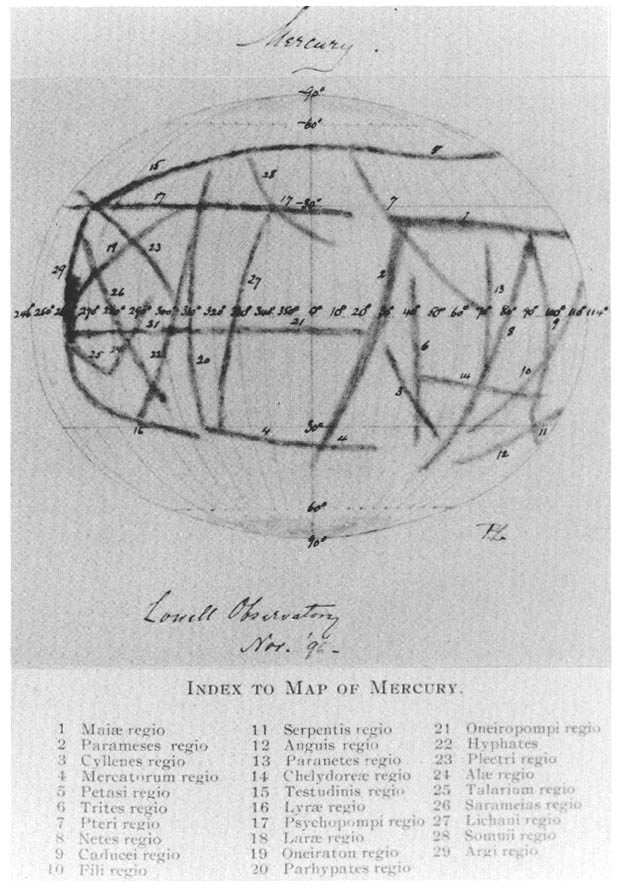
Carte de Percival Lowell (1896).
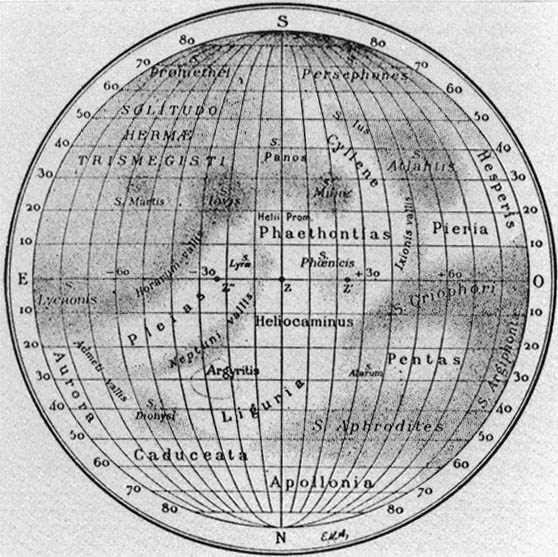
Carte d'Eugène Antoniadi (1934).

La meilleure carte d'avant Mariner 10 provient du Franco-grec Eugène Antoniadi, au début des années 1930. Elle est utilisée pendant près de 50 ans jusqu'à ce que Mariner 10 renvoie les premières photos de la planète. Antoniadi montre que les canaux n'étaient qu'une illusion d'optique. Il reconnaît que l'élaboration d'une carte précise de Mercure est impossible à partir d'observations effectuées à l'aube ou au crépuscule à cause des perturbations atmosphériques (l'épaisseur d'atmosphère terrestre que la lumière doit traverser lorsque Mercure se trouve à l'horizon est importante et crée des distorsions de l'image). Il entreprend alors de faire des observations — dangereuses — en plein jour lorsque le soleil est bien au-dessus de l'horizon. Il gagne ainsi en netteté, mais perd en contraste à cause de la lumière du soleil. Antoniadi parvient tout de même à achever sa carte en 1934, composée de plaines et de montagnes.
Les coordonnées utilisées sur ces cartes ont peu d'importance dans la mesure où elles ont été établies alors qu'on pensait, comme Schiaparelli l'avait affirmé, que la période de rotation de Mercure sur elle-même était la même que la période de révolution autour du Soleil. Il s'agit donc de la face supposée toujours illuminée qui a été cartographiée. Seuls Lowell et Antoniadi avaient annoté leurs cartes.

#### Depuis Mariner 10

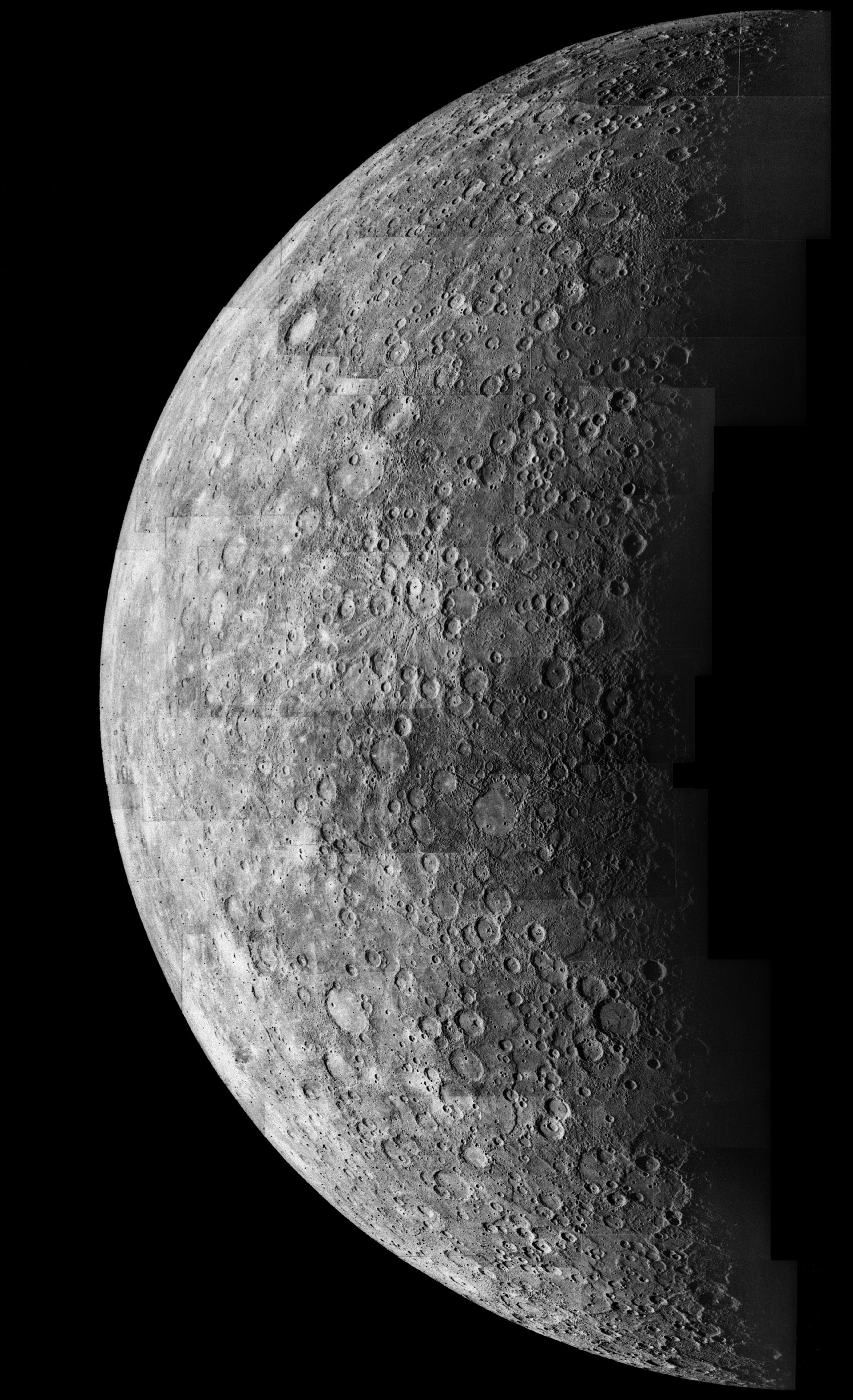
Photo de Mercure prise par Mariner 10.

En 1974–75, Mariner 10 rapporte des photographies en haute résolution permettant la cartographie d'environ 45 % de sa surface,, révélant les détails topographiques jamais vus auparavant : une surface recouverte de cratères avec des montagnes et des plaines, très ressemblante à celle de la Lune. Il est assez difficile de faire une corrélation entre les caractéristiques photographiées par la sonde et les cartes établies par télescope. Certaines des manifestations géologiques de la carte d'Antoniadi se sont révélées inexistantes. Aussi, ces photographies permettent la publication en 1976 du premier atlas de la planète par la NASA (Atlas of Mercury), révélant pour la première fois les formations géologiques de la planète dont, par exemple, son unique chaîne de montagnes : Caloris Montes.
L'Union astronomique internationale définit en 1970 le méridien 0° comme étant le méridien solaire au premier périhélie après le 1er janvier 1950, c'est-à-dire à l'un des deux points chauds. Cependant, le système de coordonnées utilisé par Mariner 10 se fonde sur le méridien 20° qui coupe le cratère Hun Kal (signifiant « 20 » en maya) — ce qui donne une légère erreur de moins de 0,5° par rapport au méridien 0° défini par l'UAI — car le méridien 0 était dans l'obscurité lors de ses survols,. Le cratère Hun Kal est en quelque sorte le Greenwich de Mercure. L'équateur se trouve dans le plan de l'orbite de Mercure et les longitudes sont mesurées de 0° à 360° en allant vers l'ouest. Ainsi, les deux points les plus chauds de l'équateur se trouvent aux longitudes 0° O et 180° O, et les points les plus froids de l'équateur se trouvent aux longitudes 90° O et 270° O. À l'inverse, le projet MESSENGER utilise une convention positive vers l'est.
Mercure est découpée en 15 quadrangles. Plusieurs méthodes de projection sont utilisées pour cartographier la surface de Mercure, suivant la position du quadrangle sur le globe. Cinq projections Mercator (projection cylindrique tangente à l'équateur) entourent la planète au niveau de l'équateur, entre les latitudes 25° nord et 25° sud ; quatre projections Lambert (projection conique) entre 20° et 70° de latitude pour chaque hémisphère ; et deux projections stéréographiques pour cartographier les pôles (jusqu'à 65° de latitude).
Chaque quadrangle commence par la lettre H (pour « Hermès »), suivie de son numéro (de 1, pôle Nord, à 15, pôle Sud). Leur nom provient d'une caractéristique importante présente sur leur région (bassin, cratère, etc.) et un nom d’albédo (entre parenthèses) leur est attribué. Les noms d’albédos assignés pour cette nouvelle carte proviennent de celle d'Antoniadi, puisque c'était celle utilisée jusque là par tous les observateurs depuis plusieurs décennies. Ils servent pour repérer les quadrangles lors des observations au télescope depuis la Terre, où l'on ne distingue que les variations d'intensité de lumière.
| Quadrangle | Nom                                     | Latitude      | Longitude     | Projection      |
| ---------- | --------------------------------------- | ------------- | ------------- | --------------- |
| H-1        | Borealis (Borea)                        | 65º - 90° N   | 0º - 360° O   | Stéréographique |
| H-2        | Victoria (Aurora)                       | 21º - 66° N   | 0° - 90° O    | Lambert         |
| H-3        | Shakespeare (Caduceata)                 | 21º - 66° N   | 90° - 180° O  | Lambert         |
| H-4        | Raditladi (Liguria)                     | 21º - 66° N   | 180° - 270° O | Lambert         |
| H-5        | Hokusai (Apollonia)                     | 21º - 66° N   | 270° - 360° O | Lambert         |
| H-6        | Kuiper (Tricrena)                       | 22º N - 22° S | 0° - 72° O    | Mercator        |
| H-7        | Beethoven (Solitudo Lycaonis)           | 22º N - 22° S | 72º - 144° O  | Mercator        |
| H-8        | Tolstoj (Phaethontias)                  | 22º N - 22° S | 144º - 216° O | Mercator        |
| H-9        | Eminescu (Solitudo Criophori)           | 22º N - 22° S | 216º - 288° O | Mercator        |
| H-10       | Derain (Pieria)                         | 22º N - 22° S | 288º - 360° O | Mercator        |
| H-11       | Discovery (Solitudo Hermae Trismegisti) | 21º - 66° S   | 0º - 90° O    | Lambert         |
| H-12       | Michelangelo (Solitudo Promethei)       | 21º - 66° S   | 90° - 180° O  | Lambert         |
| H-13       | Neruda (Solitudo Persephones)           | 21º - 66° S   | 180° - 270° O | Lambert         |
| H-14       | Debussy (Cyllene)                       | 21º - 66° S   | 270° - 360° O | Lambert         |
| H-15       | Bach (Australia)                        | 65º - 90° S   | 0° - 360° O   | Stéréographique |

En 2016, grâce à plus de 100 000 images prises par la sonde MESSENGER, la NASA fournit le premier modèle topographique de Mercure. Celui-ci donne les points d'élévation maximales et minimales de la planète, respectivement à 4,48 km au-dessus de l'élévation moyenne situé sur un des terrains les plus anciens de la planète près de l'équateur et à 5,38 km sous l'élévation moyenne de la planète, au fond du bassin Rachmaninoff.

### Exploration robotisée

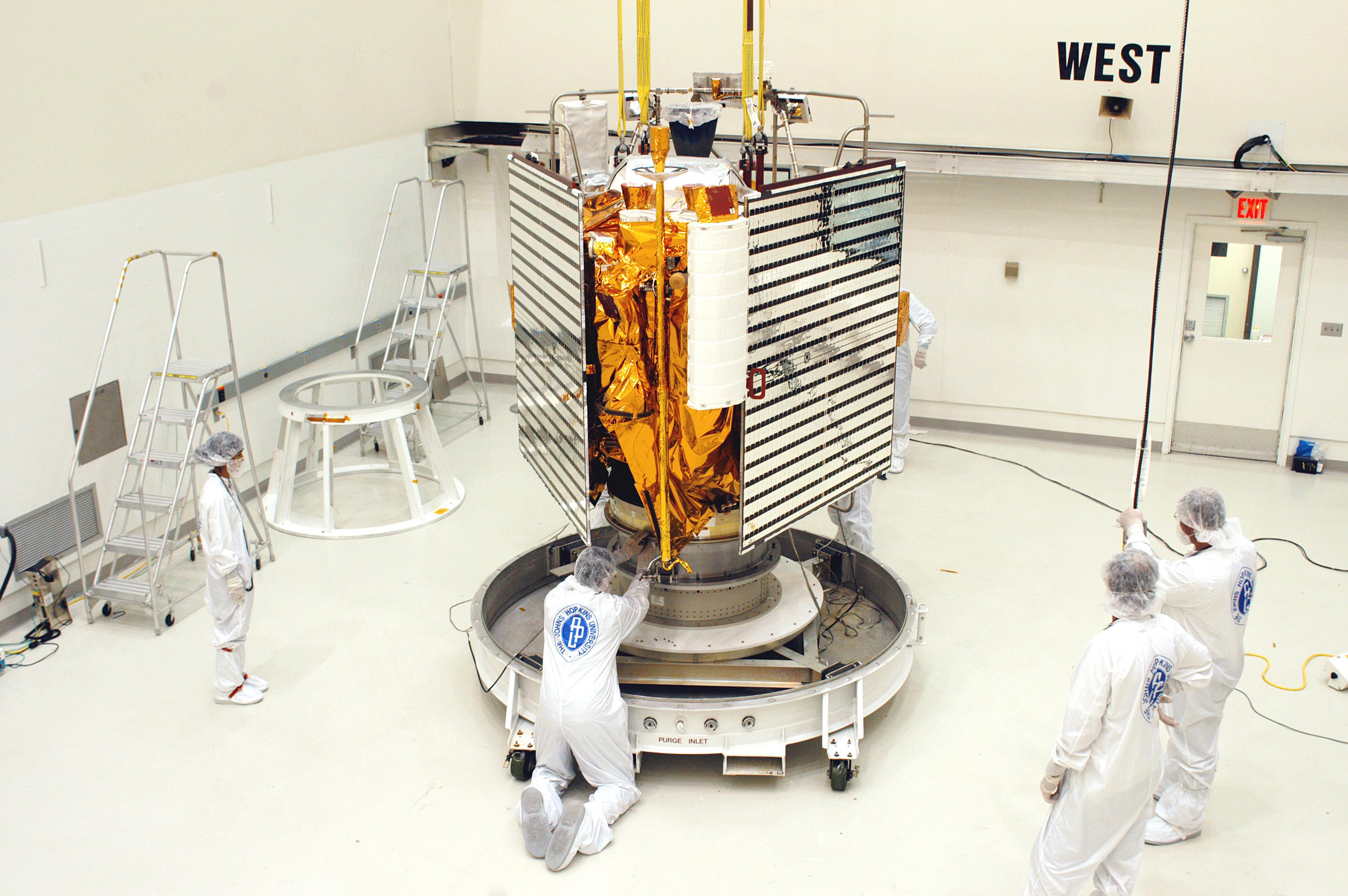
MESSENGER en préparation pour son lancement.

Atteindre Mercure depuis la Terre pose des défis techniques importants, car elle orbite beaucoup plus près du Soleil que la Terre. Cela implique qu'une sonde se rendant sur Mercure doit dépenser plus d'énergie que pour se rendre sur Pluton.
Mercure possède une vitesse orbitale de 48 km/s, alors que la vitesse orbitale de la Terre est de 30 km/s. Par conséquent, l'engin spatial doit effectuer un grand changement de vitesse Delta-v pour entrer dans une orbite de transfert de Hohmann qui passe près de Mercure, par rapport au Delta-v requis pour d'autres missions planétaires. De plus, il est nécessaire de se placer dans le plan orbital de Mercure, qui est incliné de 7° par rapport à l'écliptique, ce qui nécessite aussi de l'énergie.
L'énergie potentielle libérée en descendant le puits de potentiel du Soleil devient de l'énergie cinétique : une grande variation négative de vitesse devient alors nécessaire pour ralentir et se mettre en orbite stable. Du fait de l'atmosphère négligeable de Mercure, un véhicule spatial dépend entièrement de ses moteurs à réaction, l'aérofreinage étant exclu. Pour ces raisons, une mission impliquant un atterrissage sur Mercure est très difficile, raison pour laquelle cela n'a encore jamais été fait.
Cependant, les progrès dans le domaine de la mécanique spatiale rendent ce type de mission réalisable à un coût raisonnable grâce à un enchaînement de manœuvres d’assistance gravitationnelle,.

Trajectoire de MESSENGER : la sonde spatiale réalise à six reprises un survol de planète afin d'obtenir l'assistance gravitationnelle nécessaire pour se mettre en orbite autour de Mercure.

Aussi, la proximité de Mercure avec le Soleil implique qu'une sonde orbitant autour de la planète reçoit environ dix fois plus d’énergie du Soleil que lorsqu'elle se situe sur une orbite terrestre et le sol de Mercure sur sa face éclairée réfléchit une grande partie de la chaleur qu’il reçoit du Soleil, accroissant les contraintes thermiques subies par un engin à basse altitude (les températures pouvant dépasser 400 °C à la surface de la sonde).
Ces difficultés impliquent qu'un voyage vers Mercure nécessite plus de carburant que ce qui est nécessaire pour s'échapper complètement du Système solaire. Par conséquent, son exploration a été plus tardive que des planètes telles que Vénus ou Mars et seules deux sondes spatiales l'ont visité avant l'arrivée de BepiColombo prévue pour 2025.
| Sonde       | Statut           | Évènement        | Date                   | Agence spatiale | Principales réalisations |
| ----------- | ---------------- | ---------------- | ---------------------- | --------------- | --- |
| Mariner 10  | Mission achevée  | Lancement        | novembre 1973          | NASA            | Premier survol réussi de Mercure. Première utilisation de l'assistance gravitationnelle d'une planète pour modifier la vitesse et la trajectoire d'une sonde spatiale. |
| Mariner 10  | Mission achevée  | Premier survol   | mars 1974              | NASA            | Premier survol réussi de Mercure. Première utilisation de l'assistance gravitationnelle d'une planète pour modifier la vitesse et la trajectoire d'une sonde spatiale. |
| Mariner 10  | Mission achevée  | Second survol    | septembre 1974         | NASA            | Premier survol réussi de Mercure. Première utilisation de l'assistance gravitationnelle d'une planète pour modifier la vitesse et la trajectoire d'une sonde spatiale. |
| Mariner 10  | Mission achevée  | Troisième survol | mars 1975              | NASA            | Premier survol réussi de Mercure. Première utilisation de l'assistance gravitationnelle d'une planète pour modifier la vitesse et la trajectoire d'une sonde spatiale. |
| MESSENGER   | Mission achevée  | Lancement        | août 2004              | NASA            | Première mise en orbite autour de Mercure. |
| MESSENGER   | Mission achevée  | Premier survol   | 14 janvier 2008        | NASA            | Première mise en orbite autour de Mercure. |
| MESSENGER   | Mission achevée  | Second survol    | 6 octobre 2008         | NASA            | Première mise en orbite autour de Mercure. |
| MESSENGER   | Mission achevée  | Troisième survol | 30 septembre 2009      | NASA            | Première mise en orbite autour de Mercure. |
| MESSENGER   | Mission achevée  | Mise en orbite   | 18 mars 2011 à 1 h UTC | NASA            | Première mise en orbite autour de Mercure. |
| BepiColombo | Mission en cours | Lancement        | 19 octobre 2018        | ESA/JAXA        | |
| BepiColombo | Mission en cours | Mise en orbite   | planifiée pour 2025    | ESA/JAXA        | |

#### Mariner 10

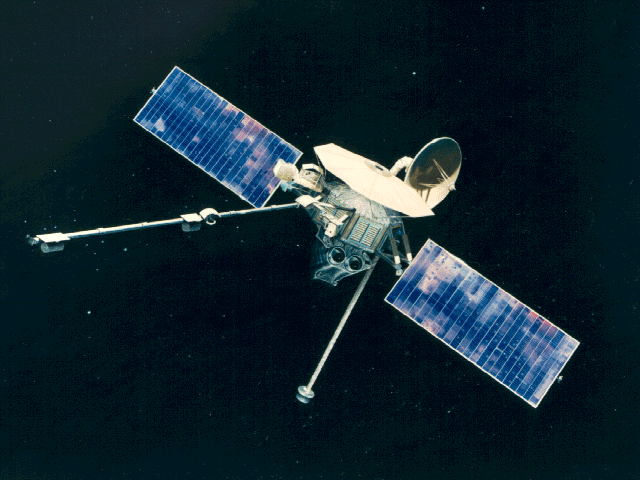
La sonde Mariner 10 envoyée par la NASA.

Mariner 10 est la première sonde à étudier Mercure de près. Développée par l'agence spatiale américaine, la NASA, et lancée le 3 novembre 1973, elle survole la planète à trois reprises, en mars et septembre 1974 et en mars 1975,. À l'origine, elle est destinée à survoler et étudier Vénus, mais les astronomes pensent qu'ils pourraient en faire usage également pour étudier Mercure, dont on connaissait peu de choses. Mariner 10 est ainsi la première sonde à avoir utilisé l'assistance gravitationnelle d'une planète — Vénus — pour en atteindre une autre.
Équipée d’une caméra, d’un magnétomètre et de plusieurs spectromètres, Mariner 10 permet notamment la découverte d’un champ magnétique significatif et de la forte densité de la planète, révélatrice d’un noyau ferreux de grande taille. Les télescopes terrestres les plus puissants n’avaient pas permis d’obtenir des images de qualité de la surface, du fait de la proximité de l’alignement avec le Soleil. La sonde prend, durant ces trois passages, plus de 2 000 photographies de Mercure. Les photos prises par Mariner 10 permettent cependant seulement de cartographier près de 45 % de la surface de la planète, car lors des trois passages Mercure présentait la même face au Soleil ; les régions à l'ombre étaient donc impossibles à cartographier. Ces images révèlent une surface couverte de cratères, à l’apparence très proche de celle de la Lune.
Mariner 10 permet de découvrir la présence d'une très mince atmosphère, ainsi qu'une magnétosphère. Cette dernière fut une surprise pour les astronomes. Elle apporte également des précisions sur sa vitesse de rotation. La mission arrive à terme le 24 mars 1975, lorsque la sonde se trouva à court de carburant. Comme son orbite ne peut plus être contrôlée avec précision, les contrôleurs de mission ordonnent à la sonde de s'éteindre. Mariner 10 serait ainsi toujours en orbite autour du Soleil, passant près de Mercure tous les quelques mois.

#### MESSENGER

Animation de la trajectoire de MESSENGER autour de Mercure du 15 mars 2011 au 30 décembre 2014.
MESSENGER
Mercure

MESSENGER (pour MErcury Surface, Space ENvironment, GEochemistry, and Ranging) est la septième mission du programme Discovery, qui rassemble des projets d’exploration du Système solaire à coût modéré et durée de développement courte. La sonde, dont la masse, ergols compris, est de 1,1 tonne, emporte sept instruments scientifiques, dont plusieurs spectromètres, un altimètre laser, un magnétomètre et des caméras. Elle est lancée le 3 août 2004 de Cap Canaveral, à bord d'un lanceur Delta II, le lancement ayant été décalé d'un jour pour cause de mauvais temps.
Il faut environ six ans et demi à la sonde avant qu'elle n'entre en orbite autour de Mercure. Pour y parvenir, elle effectue durant son transit six survols rapprochés des planètes intérieures (la Terre en février 2005, Vénus à deux reprises en octobre 2006 et 2007 et Mercure à trois reprises, en janvier et octobre 2008 et en septembre 2009), avec quelques corrections de trajectoire intermédiaires. Lors de ces survols de Mercure, suffisamment de données sont recueillies pour produire des images de plus de 95 % de sa surface. MESSENGER observe par ailleurs le maximum solaire de 2012.
L’objectif de la mission est d’effectuer une cartographie complète de la planète, d’étudier la composition chimique de sa surface et de son exosphère, son histoire géologique, sa magnétosphère, la taille et les caractéristiques de son noyau ainsi que l’origine de son champ magnétique.
La fin de la mission, fixée initialement à mars 2011, est repoussée par deux fois jusqu'en avril 2015, et dans la phase finale, la sonde spatiale est placée sur une orbite plus rapprochée, permettant d'allonger le temps d'observation de ses instruments et d’accroître la résolution des données. MESSENGER, après avoir épuisé les ergols utilisés pour maintenir son orbite, s'écrase sur le sol de Mercure le 30 avril 2015,.
Durant sa mission, MESSENGER prend plus de 277 000 photos, dont certaines possédant une résolution de 250 mètres par pixel, et permet de produire des cartes de sa composition globale, un modèle en trois dimensions de la magnétosphère, la topographie de l'hémisphère nord et caractériser les éléments volatils présents dans les cratères constamment ombragés des pôles.

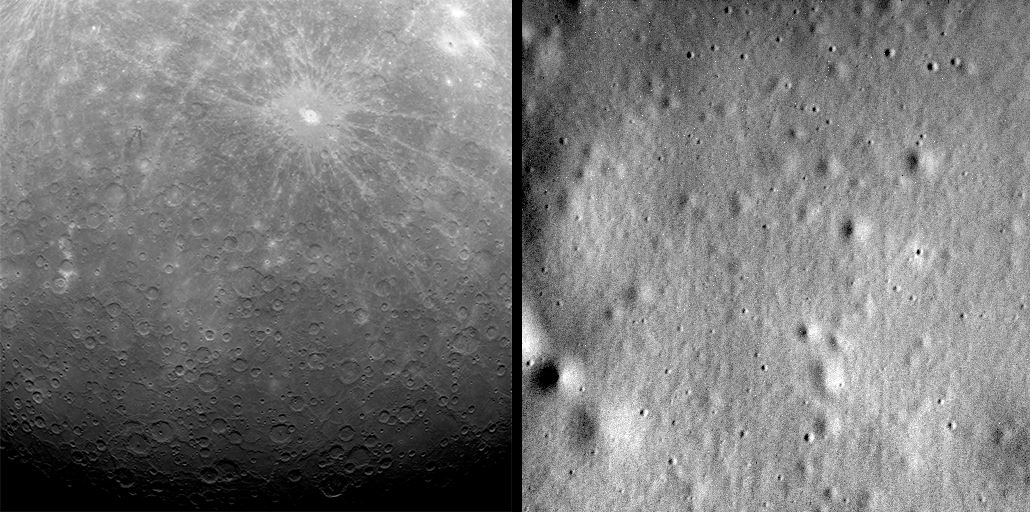
Première (29 mars 2011) et dernière (30 avril 2015) images de Mercure par MESSENGER.

#### BepiColombo

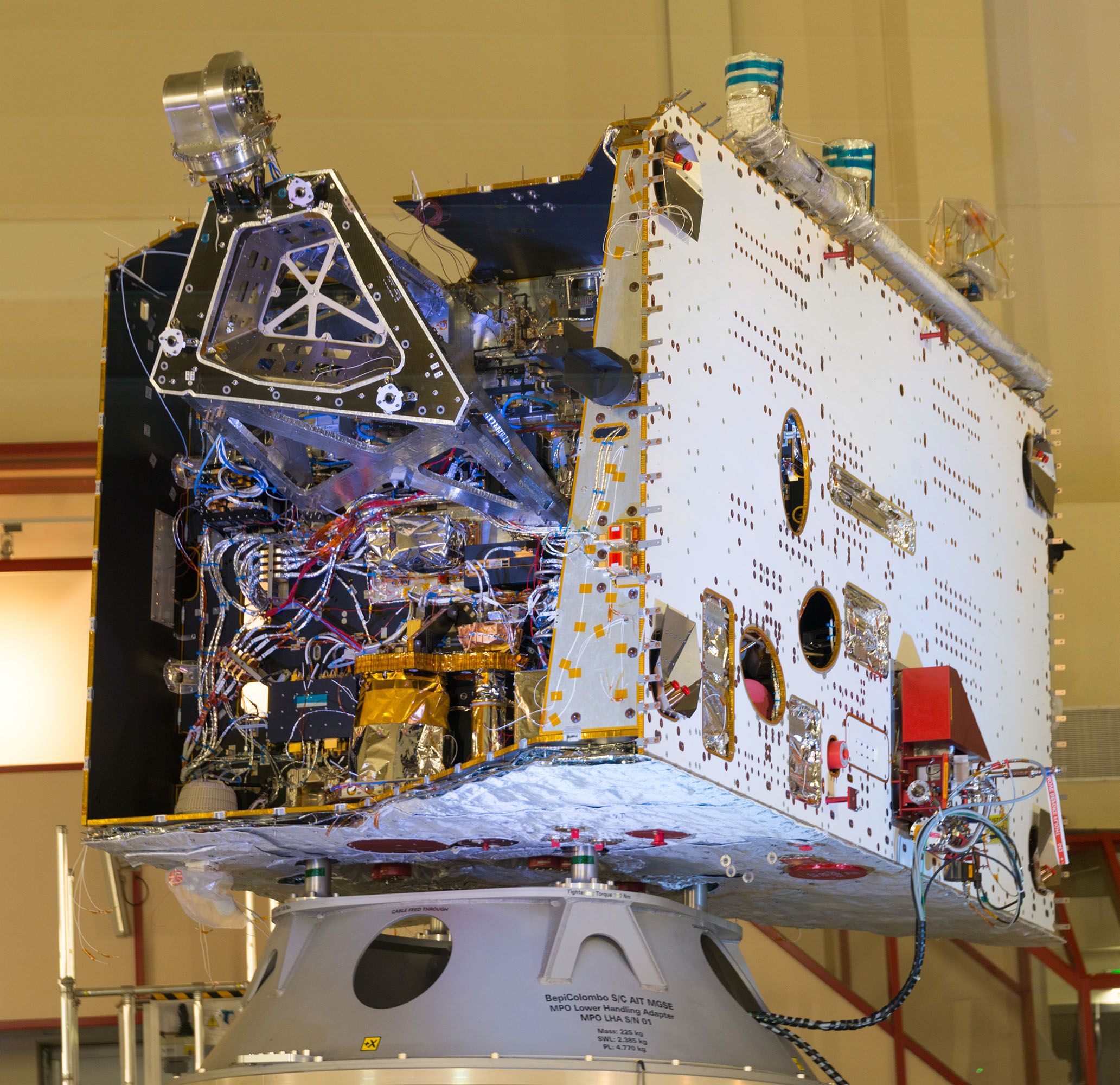
Le module MPO de BepiColombo.

À partir des années 2000, l'Agence spatiale européenne planifie en collaboration avec l'Agence spatiale japonaise une mission baptisée BepiColombo. Celle-ci prévoit de placer deux sondes en orbite autour de Mercure : l'une pour l'étude de l'intérieur et de la surface de la planète (Mercury Planetary Orbiter), développé par l'ESA, et l'autre pour étudier sa magnétosphère (Mercury Magnetospheric Orbiter), développé par la JAXA. Un projet d'envoi d'un atterrisseur embarqué avec la mission est prévu puis abandonné, pour des raisons budgétaires. Ces deux sondes sont envoyées par un lanceur Ariane 5 le 20 octobre 2018,. Elles devraient rejoindre Mercure environ huit ans plus tard, fin 2025, en utilisant, comme les sondes précédentes, l'assistance gravitationnelle. Sa mission principale durera jusqu'en mai 2027, avec une prolongation possible jusqu'en mai 2028.
Le programme BepiColombo a pour objectif de répondre à une douzaine de questions que se posent les astronomes, notamment au sujet de la magnétosphère et de la nature du noyau de Mercure (liquide ou solide), de la possible présence de glace au fond des cratères constamment à l'ombre, de la formation du Système solaire et de l'évolution en général d'une planète au voisinage de son étoile. Des mesures très précises du mouvement de Mercure vont également être effectuées, afin de vérifier la théorie de la relativité générale, explication actuelle de la précession du périhélie observée dans son orbite.

## Habitabilité
La planète Mercure est un lieu récurrent dans les œuvres de science-fiction,. Des thèmes courants liés à cette planète incluent les dangers d'être exposé au rayonnement solaire et la possibilité d'échapper à un rayonnement excessif en restant dans le terminateur lent de la planète (la frontière entre le jour et la nuit), notamment pour les œuvres écrites avant 1965, alors que l'on pensait encore que Mercure possédait une rotation synchrone 1:1 avec le Soleil (et avait donc une face en permanence vers le Soleil), comme dans Cercle vicieux d'Isaac Asimov, ou dans les nouvelles de Leigh Brackett. Un autre thème abordé est celui des gouvernements autocratiques ou violents, avec par exemple Rendez-vous avec Rama d'Arthur C. Clarke. Bien que ces récits soient fictifs, d'après des études publiées en mars 2020, il est possible de considérer que des parties de la planète peuvent avoir été habitables. Ainsi, des formes de vie réelles, bien que probablement des micro-organismes primitifs, ont peut-être existé sur la planète,.
De plus, un cratère, au pôle nord ou au pôle sud de Mercure, serait peut-être l'un des meilleurs endroits extraterrestres pour l'établissement d'une colonie humaine, là où la température resterait constante à environ −200 °C. Ceci est dû à une inclinaison axiale quasi nulle de la planète, et au vide quasi parfait à sa surface, empêchant l'apport de chaleur depuis les portions éclairées par le Soleil. De plus, de la glace se trouve dans ces cratères, permettant un accès à l'eau pour la colonie.

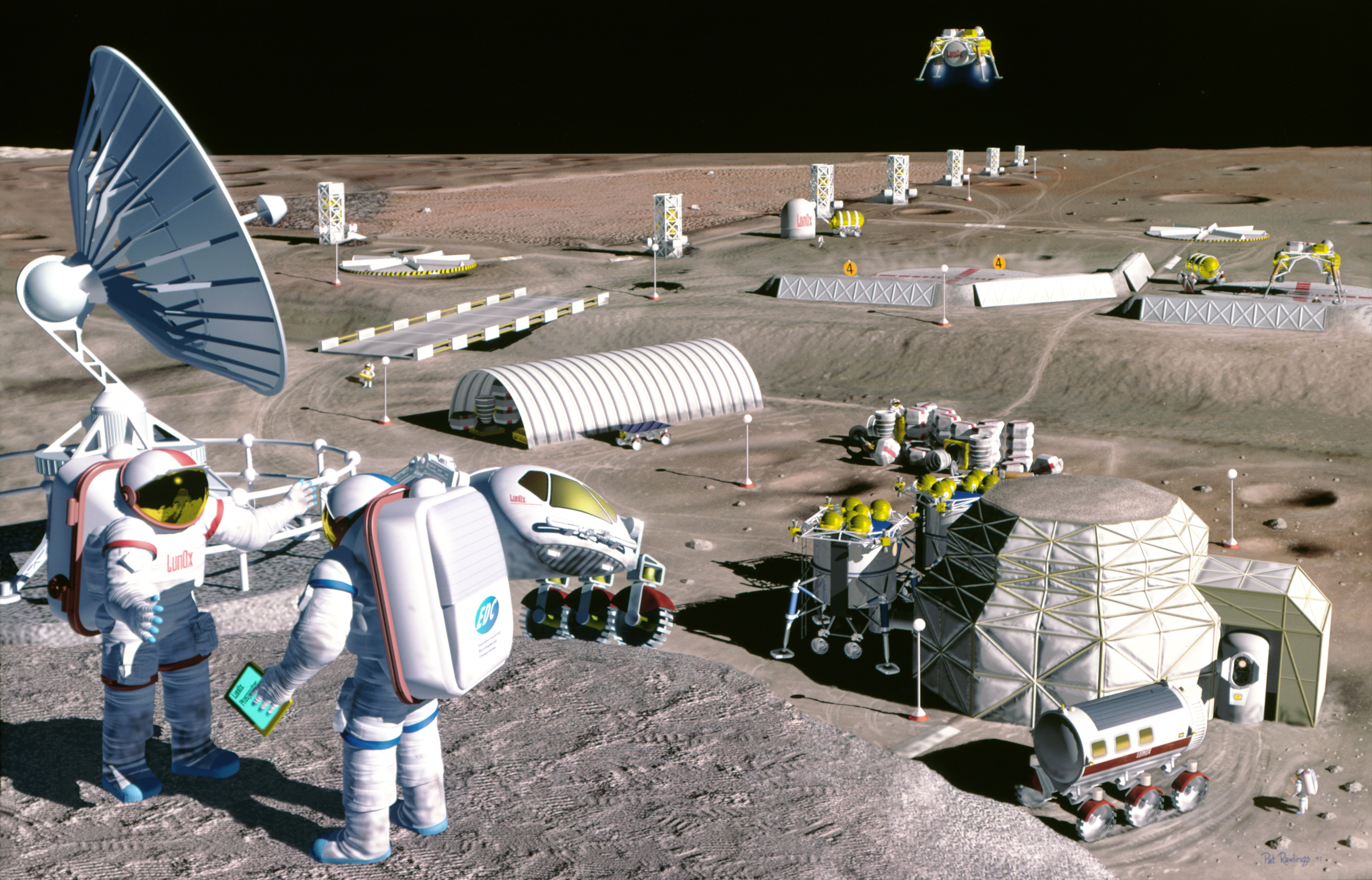
Vue d'artiste d'une colonie minière sur la Lune. La colonisation lunaire revêt de nombreuses similitudes avec celle de Mercure.

Une base n'importe où ailleurs serait exposée, en journée mercurienne (durant environ trois mois terrestres), à la chaleur intense du Soleil, puis durant une période nocturne identique, serait privée de la moindre source de chaleur extérieure : elle connaîtrait alors des températures diurnes de 430 °C et des températures nocturnes de −180 °C,. Cependant, pour éviter ces variations thermiques, les installations pourraient être enterrées sous plusieurs mètres de régolithe qui, dans le vide, servirait aussi bien d'isolant thermique que de bouclier antiradiations. Des approches similaires ont été proposées pour l'installation de bases sur la Lune, dont le jour dure deux semaines, suivi d'une nuit de deux semaines également. D'une façon générale, la colonisation de Mercure revêt certaines similarités avec celle de la Lune, du fait de leur relativement grande période autour du Soleil, de leur inclinaison quasi nulle et de leur absence d'atmosphère : la colonisation de Mercure pourrait se faire avec presque les mêmes technologies. Mercure aurait même un avantage par rapport à la Lune : la gravité étant sur la planète 38 % de celle de la Terre, cela est suffisant pour éviter aux astronautes la réduction de masse osseuse se produisant dans un environnement à très faible gravité.
Par ailleurs, la planète étant proche du Soleil, il serait possible de capter de grandes quantités d'énergie le jour, et de s'en servir ensuite la nuit. En revanche, la protection des robots et des véhicules contre la chaleur de l'étoile pourrait poser beaucoup plus de difficultés, entraînant une limitation des activités en surface durant le jour ou une très importante protection thermique.
Une autre solution est évoquée dans les romans et les nouvelles de Kim Stanley Robinson, en particulier dans La Trilogie de Mars (1996) et 2312 (2012), où Mercure est le foyer d'une vaste ville appelée Terminator, peuplée d'un grand nombre d'artistes et de musiciens. Pour éviter le dangereux rayonnement solaire, la ville fait le tour de l'équateur de la planète sur des rails à une vitesse suivant la rotation de la planète, afin que le soleil ne se lève jamais complètement au-dessus de l'horizon. Une ville située du côté obscur de la planète, et suivant la lente rotation de la planète sur rails pour précéder le soleil est ainsi une solution réellement envisagée.
Finalement, une colonisation de Mercure revêtirait un intérêt économique, car il y réside des concentrations de minerais bien plus élevées que sur toutes les autres planètes du Système solaire.

## Ésotérisme
Selon les astrologues occidentaux, Mercure symboliserait le raisonnement, la faculté de communication et d’adaptation au jour le jour à l’environnement, la manière dont on échangerait des informations (comme le dieu romain Mercure, messager des dieux).